# Casa di Bach
La casa di Bach ad Eisenach, nella regione della Turingia in Germania, è un museo dedicato al compositore Johann Sebastian Bach che era nato in quella città. Su una superficie di 600 m² espone circa 250 oggetti originali, e tra questi diverse partiture autografe originali del compositore. Il nucleo del complesso è una casa a graticcio, antica di circa 550 anni, che è stata erroneamente identificata come la casa natale di Bach a metà del XIX secolo. Nel 1905 la Neue Bachgesellschaft, con sede a Lipsia, acquistò l'edificio che nel 1907 divenne il primo museo di Bach.

## Antefatto storico

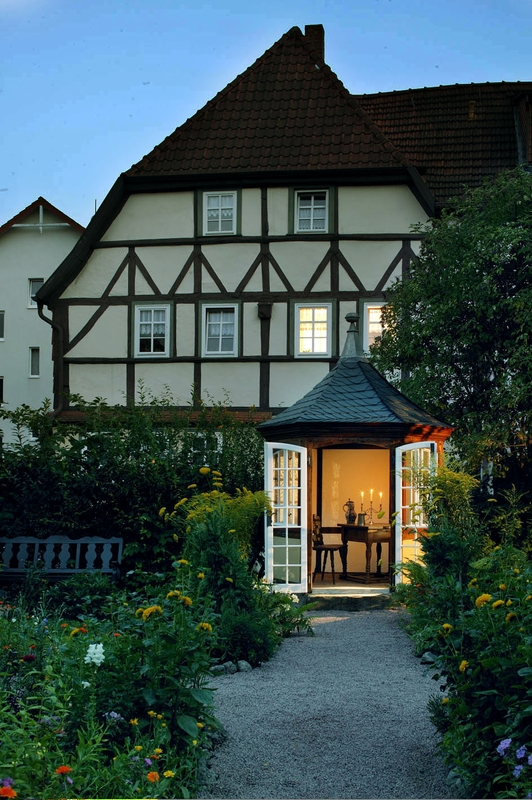
La casa di Rittergasse 11 (di fronte al giardino della casa di Bach)

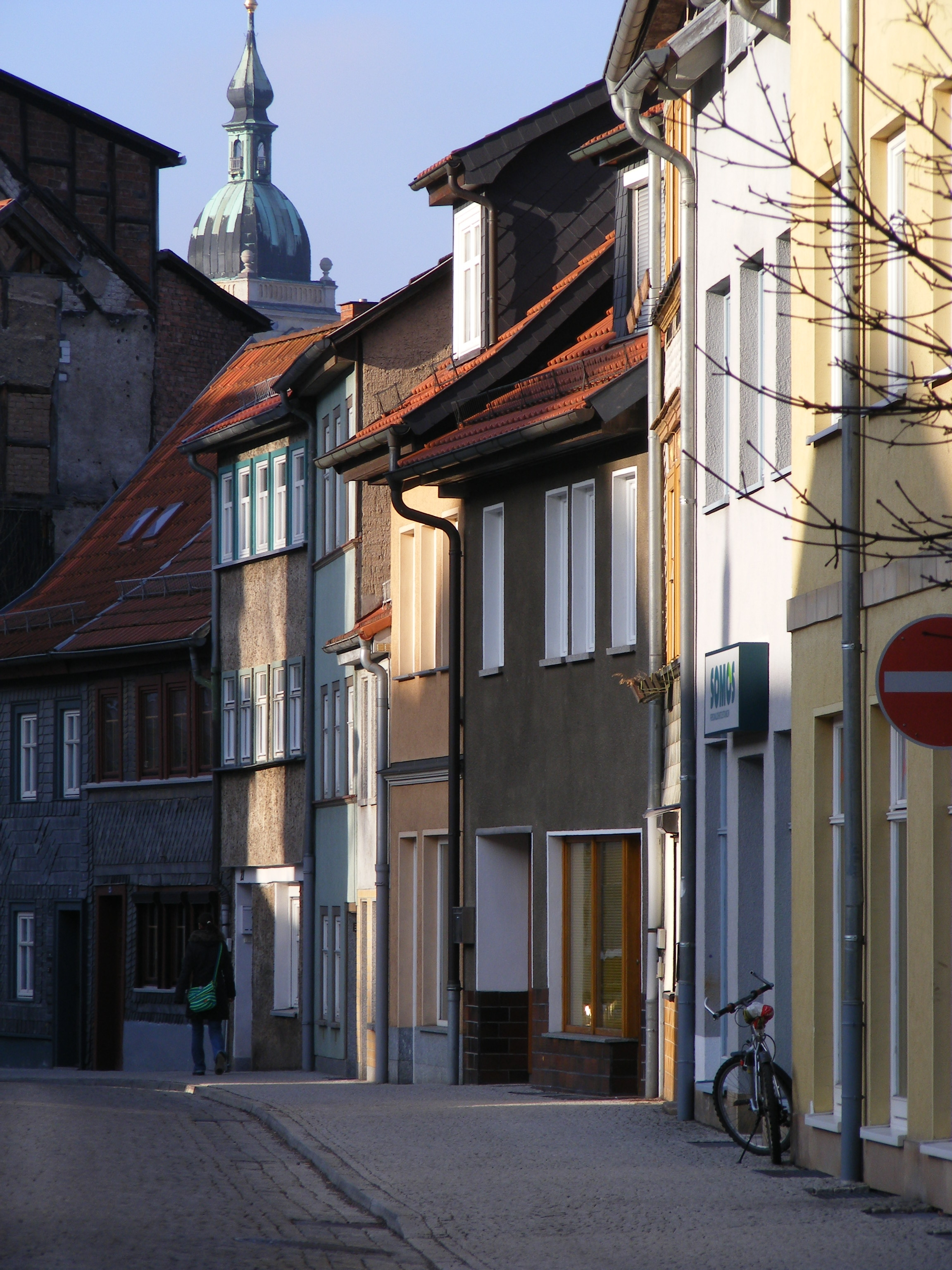
Casa in Lutherstraße 35 (in grigio scuro)

I Bach erano una famiglia di musicisti, con membri in attività musicali in tutta la Turingia, dalla prima metà del XVI secolo fino alla fine del XVIII. Già nel 1665, Johann Christoph Bach era stato nominato organista nella chiesa di San Giorgio ad Eisenach.
Il padre di Bach, Johann Ambrosius Bach, venne nominato Haußmann (direttore musicale della città) nel 1671. La prima casa affittata dalla famiglia Bach era una casa a graticcio in Rittergasse 11 (a sud del giardino del museo odierno), di proprietà dell'amministratore forestale della città, Balthasar Schneider. Dal momento che solo i proprietari potevano rivendicare la cittadinanza, nel 1674 Johann Ambrosius Bach comprò una casa nella Fleischgass (probabilmente quella dell'odierna Lutherstraße 35) che si trovava a 100 metri a nord del museo attuale. La casa di allora in Fleischgass non esiste più essendo stata ricostruita due volte, nel XVIII e nel XIX secolo. Identificare oggi la posizione esatta della casa in cui nacque Bach è quasi impossibile in considerazione del fatto che le persone che desideravano diventare cittadini non sempre abitavano nella casa acquisita a tal fine, ma vivevano spesso in una casa d'affitto. In base alla posizione della prima casa di Ambrosius Bach presso l'edificio di Rittergasse e la sua proprietà in Lutherstraße, si può ipotizzare che la famiglia di Bach sia vissuta in questa zona della città e così almeno molto vicino alla posizione del presente museo.
Johann Sebastian Bach nacque il 21 marzo 1685 ad Eisenach e battezzato due giorni dopo nella chiesa di San Giorgio e passò i primi 10 anni della sua vita ad Eisenach. La tradizione musicale della famiglia lo portò a stretto contatto con la musica e la professione musicale. Suo padre gli insegnò presto a suonare strumenti a corda e a fiato. Alla chiesa di San Giorgio, Bach potrebbe aver osservato suo cugino Johann Christoph Bach suonare l'organo, divenuto poi il suo strumento prediletto. Dal 1692 fino al 1695, Johann Sebastian studiò alla scuola di latino di Eisenach e venne inserito nel chorus musicus; per i suoi membri le lezioni di musica erano comprese nell'orario delle lezioni per quattro giorni alla settimana. Il 1º maggio 1694, morì la madre di Johann, Elisabeth Bach, e il 20 febbraio 1695 anche suo padre. Nel luglio 1695, Johann Sebastian e suo fratello Johann Jacob lasciarono Eisenach per andare a vivere con la famiglia del loro fratello maggiore Johann Christoph a Ohrdruf.

## Storia della casa di Bach

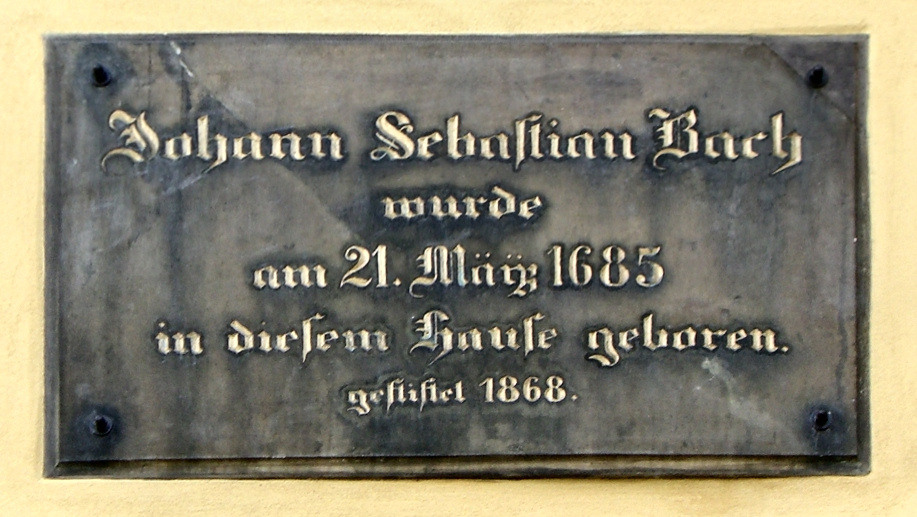
Targa presente all'esterno della casa di Bach

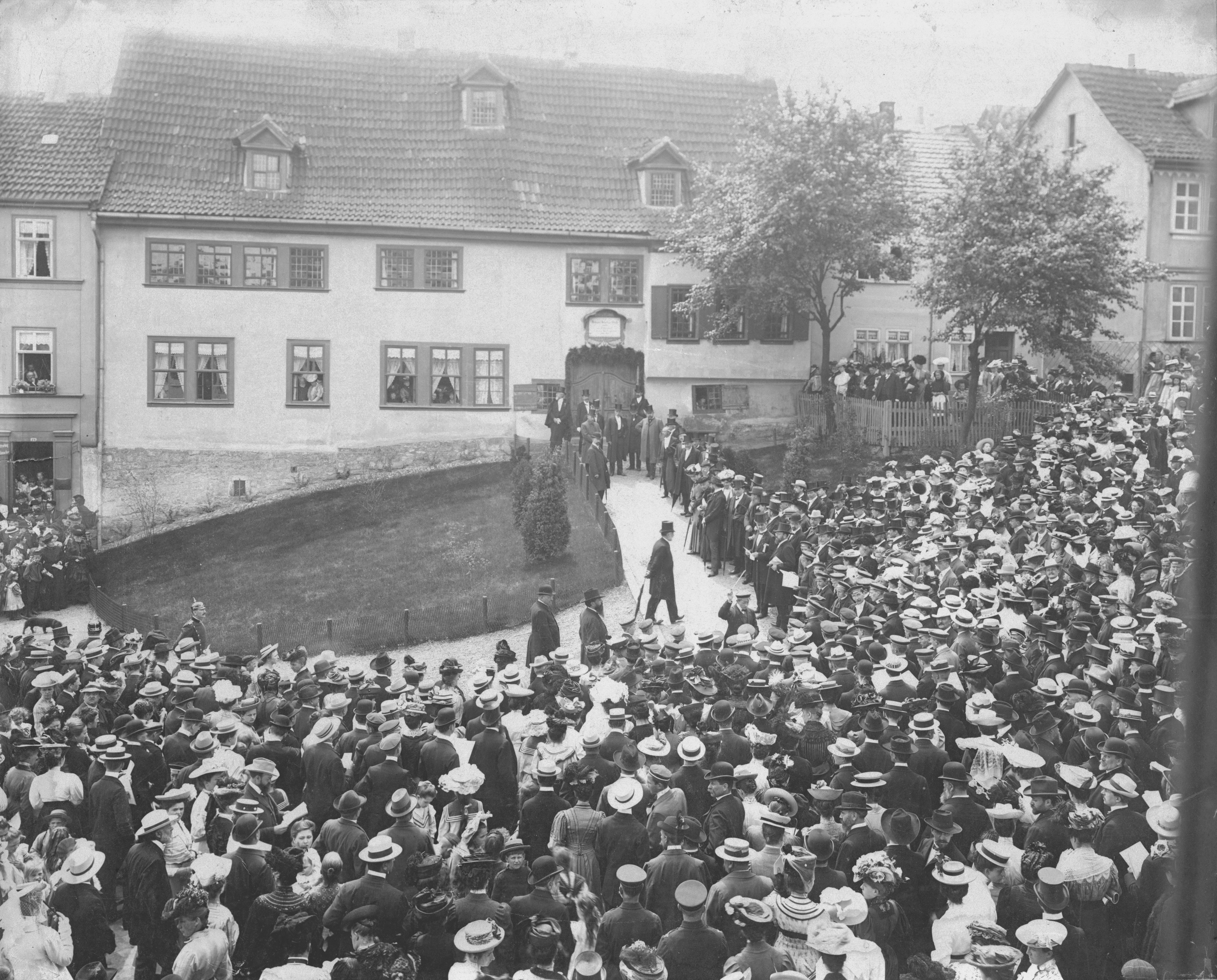
Apertura della casa di Bach, 27 maggio 1907

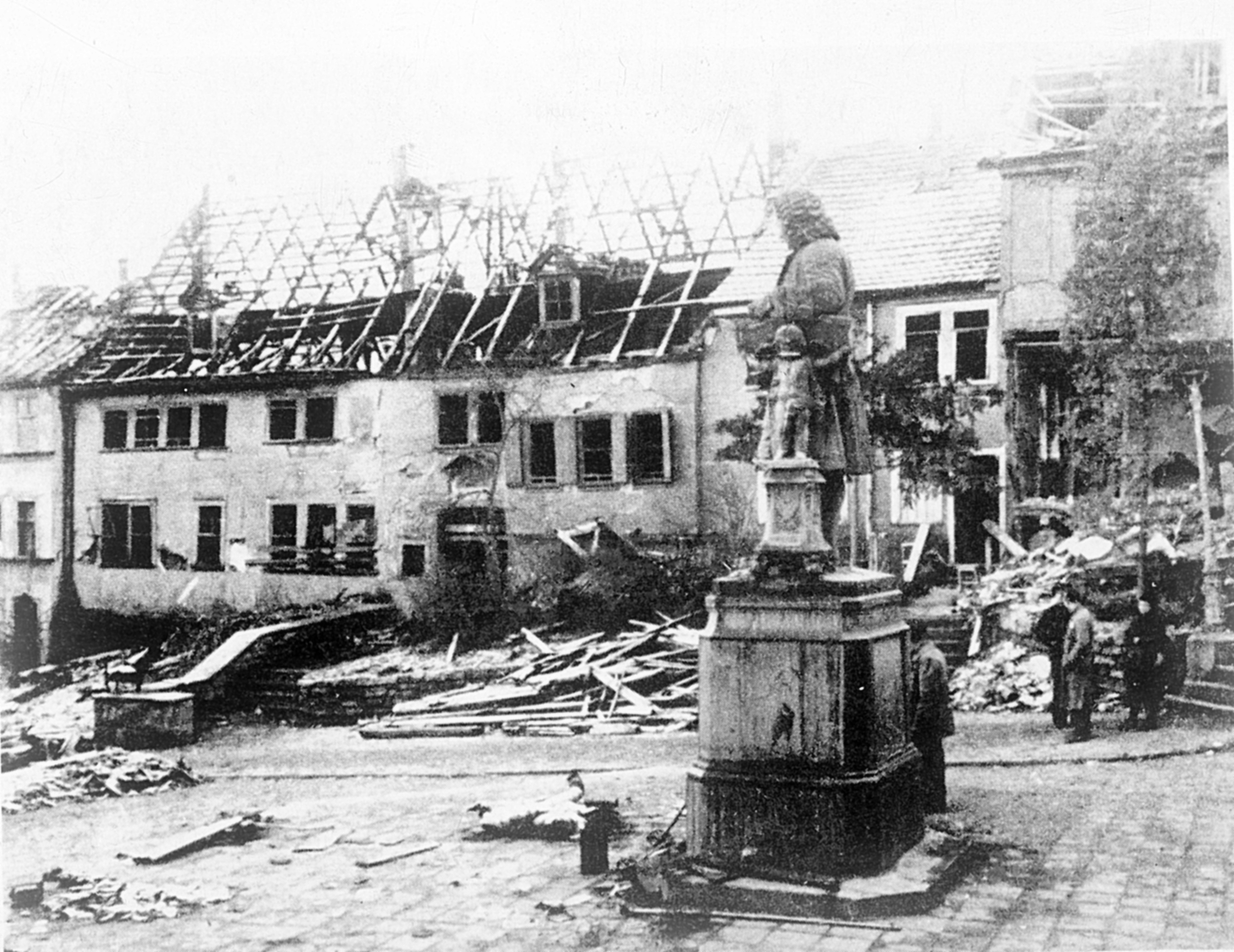
La casa di Bach dopo il bombardamento, 6 aprile 1945

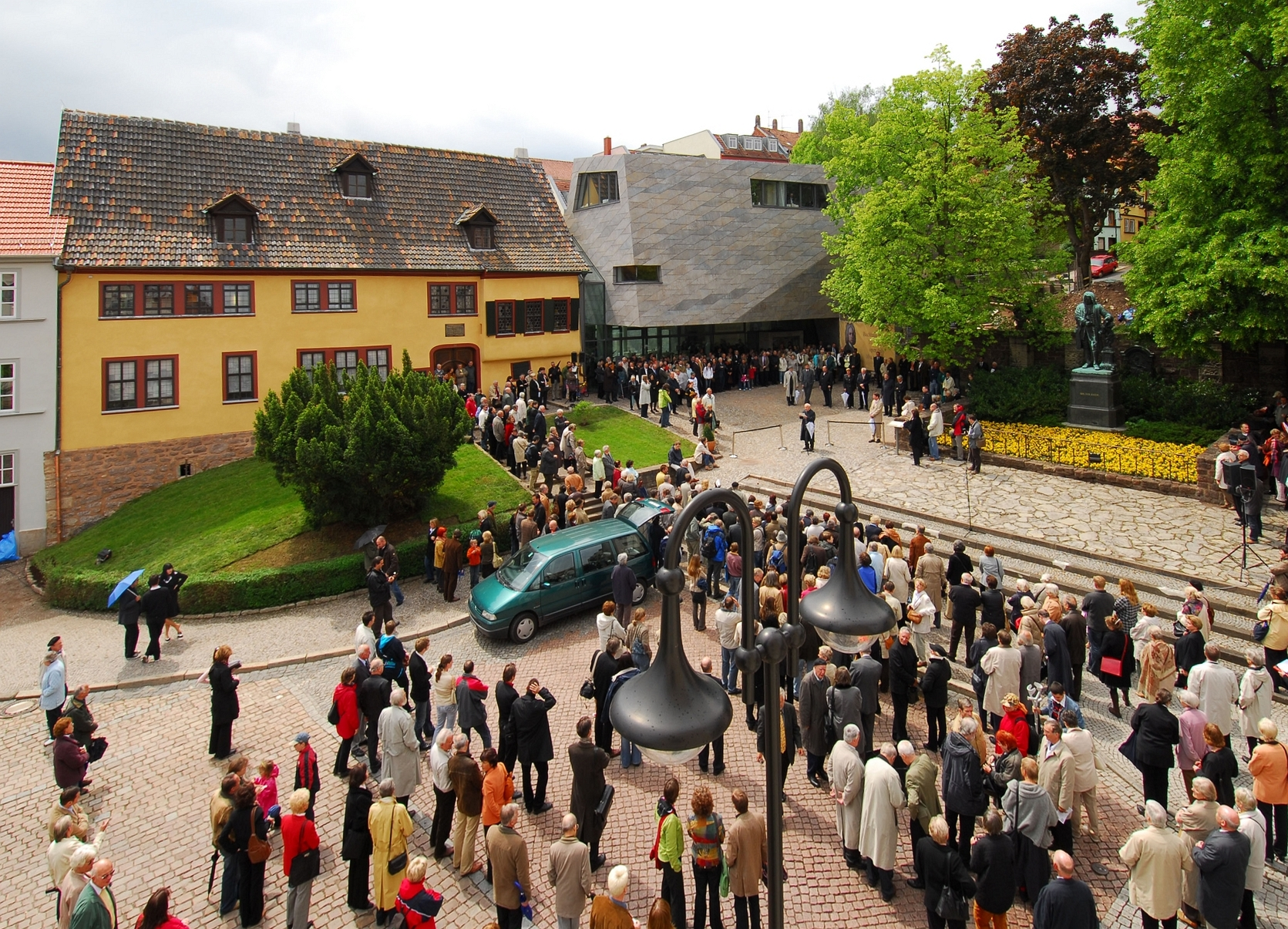
Riapertura del museo, 17 maggio 2007

### Dal 1456 al 1800
La storica casa di Bach è uno dei più antichi edifici residenziali di Eisenach. Originariamente era costituita da due edifici, la cui parte orientale è stata costruita nel 1456 e quella occidentale nel 1458 e intorno al 1611 vennero unificati. Come era normale nelle Ackerbürgerhäuser (case borghesi) di quel tempo, il piano terra veniva utilizzato per scopi agricoli: l'odierna sala degli strumenti potrebbe essere stata utilizzata come fienile e le camere vicino alle scale come stalle per bovini e cavalli. Nel museo, un campanaccio del 1688, trovato nel giardino della casa di Bach, ricorda questo passato. Al primo piano dell'edificio, un telaio rinascimentale della finestra a vetri e il rivestimento in legno del salotto ora considerato come studio di composizione rendono testimonianza dello status di cittadini degli ex occupanti la casa. Al momento della nascita di Bach, l'edificio era di proprietà di Heinrich Börstelmann, preside della scuola di lingua latina. Nel 1746, la famiglia di Caroline Amalie Rausch nata Bach si trasferì nell'edificio e visse lì fino al 1779. Caroline Amalie era la figlia del secondo cugino e amico di Bach Johann Bernhard Bach e la sorella di Johann Ernst Bach, un allievo di Bach a Lipsia e poi direttore musicale di corte ad Eisenach.

### Dal 1800 al 1900
All'inizio del XIX secolo, un risveglio dell'interesse per la musica di Bach, portato avanti da Felix Mendelssohn Bartholdy e Robert Schumann, tra gli altri, portò alla ricerca di cimeli e del luogo di nascita del compositore. Nel 1857, il suo biografo Karl Hermann Bitter intervistò uno dei discendenti ancora in vita, Johann Bernhard Bach, riuscendo a scoprire che era nato nella casa di Frauenplan 21, poi chiamata Bachhaus (casa di Bach). Nel 1868, la locale società musicale fece apporre la targa esposta all'esterno, pubblicizzandola così come casa natale di Bach. Da allora, tuttavia, non è emersa alcuna ulteriore prova a sostegno di questa affermazione. Un errore nella tradizione orale locale nel quale può essere incappato Bitter, potrebbe essere attribuito al fatto che i membri della famiglia Bach hanno effettivamente vissuto in questa casa un tempo, ma solo molto dopo la nascita di Bach.

### Dal 1900 al 2000
Quando nel 1850 venne fondata a Lipsia la Bach-Gesellschaft, da Robert Schumann e altri, allo scopo di raccogliere tutte le opere di Bach, operazione poi completata nel 1900, i suoi membri decisero poi di rinominarla Neue Bachgesellschaft (Nuova Società Bach) per il successivo impegno a promuovere l'esecuzione della musica di Bach. In quell'occasione stabilirono tre progetti: la stampa annuale di un Bach-Jahrbuch (libro annuale di Bach), un biennale (oggi: annuale) Bachfeste (festival di Bach) e la fondazione di un museo su Bach. Venne scelta come sede del museo la Scuola di San Tommaso di Lipsia, dove Bach era vissuto con la sua famiglia ed era stato cantor e insegnante di musica per 27 anni. Tuttavia, l'amministrazione comunale di Lipsia decise di demolire l'edificio nel 1902, sconvolgendo così il progetto della società. Tra gli altri cimeli, la porta d'ingresso della sala di Bach nella scuola è stata salvata dalla distruzione dall'allora insegnante di musica Bernhard Friedrich Richter, figlio dell'ex Cantor di San Tommaso Ernst Friedrich Richter, e fu poi inserita nella casa di Bach. Oggi, si trova all'inizio della zona museale.
Quando ai membri della società giunse la notizia che la casa natale di Bach a Eisenach (sia pure ancora in discussione) era sotto la minaccia di piani di demolizione, la Nuova Società Bach decise di acquisire l'edificio il 15 maggio 1905, e di aprire lì il primo museo di Bach al mondo. Tra i sostenitori di questo progetto vi furono il Granduca di Sassonia-Weimar-Eisenach, il compositore e violinista Joseph Joachim, il Cantor di San Tommaso Gustav Schreck, il direttore della Sing-Akademie zu Berlin Georg Schumann e gli editori musicali di Lipsia Breitkopf & Härtel e CF Peters. La casa di Bach venne formalmente aperta il 27 maggio 1907. Il coro della chiesa di San Tommaso di Lipsia diretto dal Cantor di san Tommaso, Gustav Schreck, e la Weimar Hofkapelle diretta da Georg Schumann, eseguirono il concerto di apertura.
Nel 1928, lo storico di Eisenach, Fritz Rollberg, fece una ricerca presso la sezione dei tributi del comune di Eisenach e scoprì che Johann Ambrosius Bach aveva pagato delle tasse dal 1674 fino alla sua morte nel 1695 per un diverso edificio di Eisenach, anche se la casa di Bach era stata considerata da tempo un sito della sua commemorazione in tutto il mondo. Quando la casa subì un restauro completo, nel 1972-1973, la targa commemorativa del 1868 venne staccata e messa in deposito. Dal momento che i visitatori continuavano a credere di essere in visita alla casa natale di Bach, anche senza la targa, fu deciso, nel 2007, di ripristinarla come una parte essenziale della storia dell'edificio. Oggi, l'errore storico è spiegato nel museo, in cui è in mostra uno dei documenti fiscali scoperti da Rollberg.
Un bombardamento aereo del 23 novembre 1944 e un fuoco di artiglieria delle truppe statunitensi, nella notte del 5 aprile 1945, causarono seri danni al tetto dell'edificio. Il 29 aprile 1945, il comandante statunitense della città, Lt. Col. Knut Hansston, ordinò che il museo venisse immediatamente riparato, e un anno dopo, il 22 giugno 1946, l'Amministrazione militare sovietica ordinò che i musei di Johann Sebastian Bach, a Arnstadt ed Eisenach, fossero riaperti e confermò il direttore Conrad Freyse che aveva ricoperto l'incarico dal 1923.
Già nel 1911, il museo era stato ampliato con l'acquisizione dell'edificio in Frauenplan 19. Nel 1973, l'edificio fu sottoposto ad un completo restauro ad opera del governo della Germania Est (GDR). Oggi comprende l'edificio di Frauenplan 21a ad ovest della casa di Bach. Dal momento che il proprietario del museo era ancora la Nuova Società Bach, una società internazionale con oltre 3.000 membri in entrambe le parti della Germania politicamente divisa (e in tutta Europa occidentale e orientale, e anche negli Stati Uniti), la casa di Bach - a differenza del Bach-Archiv di Lipsia - non è mai stata incorporata nel Nationale Forschungs- und Gedenkstätten Johann Sebastian Bach der DDR. L'aumento del numero dei visitatori (più di 130.000 in alcuni anni) e l'anniversario di Bach, nel 1985, portarono ad una nuova espansione del museo nell'edificio di Frauenplan 23 ad ovest della casa di Bach, nel 1980.

### Dal 2000 ad oggi
Dal 2005 al 2007, gli edifici ad ovest della casa di Bach sono stati sostituiti da un nuovo edificio e quello storico è stato sottoposto a restauro che ha completamente modernizzato l'esposizione. Il progetto è stato finanziato dal Libero Stato di Turingia, dal governo della Repubblica Federale Tedesca e dall'Unione europea, con un finanziamento totale di 4,3 milioni di euro. In precedenza, la Nuova Società Bach aveva acquistato le proprietà di Frauenplan 21a e 23 (che prima erano detenute in affitto) a seguito di donazioni dei suoi membri. Un nuovo edificio più piccolo, sul retro del giardino della casa di Bach, era già stato costruito nel 2001 e contiene una sala di studio per le classi della scuola e una biblioteca. La demolizione degli edifici del XIX secolo ad ovest della casa di Bach, nel 2000 e nel 2001, è stata oggetto di pesanti dibattiti tra i cittadini di Eisenach. Lo stesso è accaduto per il nuovo edificio museale in architettura organica progettato dal Prof. Berthold Penkhues di Kassel, allievo di Frank O. Gehry. Il progetto di Penkhues vinse il primo premio tra 12 altri progetti nel concorso bandito dalla Nuova Società Bach nel 2002. La nuova esposizione è stata progettata dal Prof. Uwe Brückner di Stoccarda.
Il 17 maggio 2007, il museo è stato riaperto in occasione dell'inizio di un festival durato fino al 27 maggio, il giorno del 100º anniversario della prima apertura della casa di Bach. In quella occasione, il coro della chiesa di San Tommaso di Lipsia, ha tenuto un concerto diretto da Georg Christoph Biller, l'attuale Cantor di San Tommaso.

## Descrizione

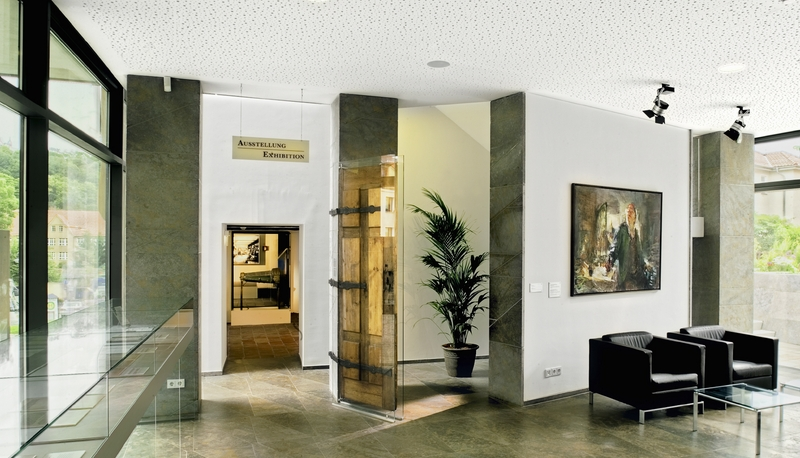
Anticamera con la porta proveniente dalla casa di Bach a Lipsia e con il dipinto realizzato da Heisig

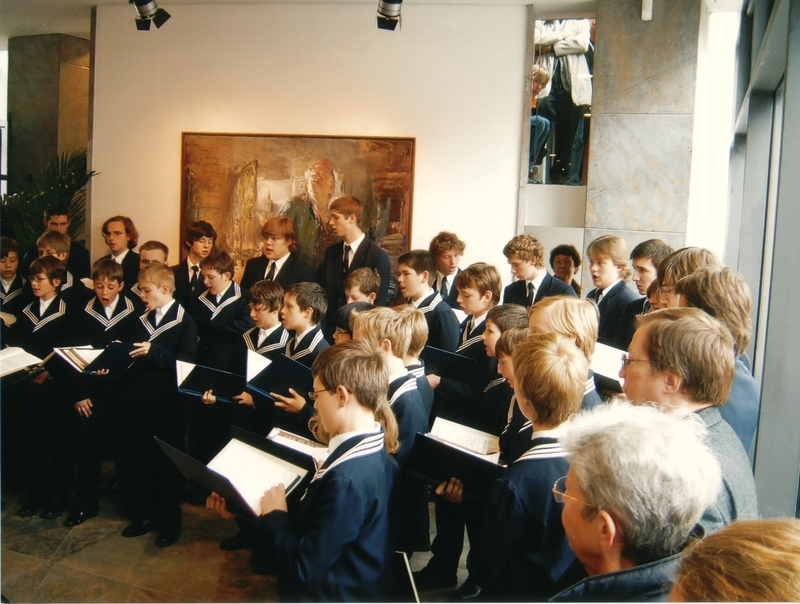
Il Thomanerchor di Lipsia si esibisce nel foyer della nuova casa di Bach, 17 maggio 2007

L'ingresso al museo è ora situato nel nuovo edificio. Il tour conduce dal foyer del nuovo edificio al piano terra dell'edificio storico e alla sala degli strumenti musicali, quindi, attraverso il giardino, nelle sale espositive speciali situate nell'edificio orientale di Frauenplan 19. Da lì, le scale conducono alle sale del piano superiore della casa di Bach con una mostra biografica, mentre la fine del tour avviene in una grande sala espositiva al primo piano del nuovo edificio, dove l'enfasi è sulla musica di Bach. Una scala conduce di nuovo al foyer. La mostra presenta oltre 250 reperti originali su una superficie di 600 m².
Sono presenti testi in lingua tedesca e inglese. Guide stampate sono disponibili anche in lingua francese, lingua giapponese e alfabeto Braille. Le persone disabili in sedia a rotelle possono raggiungere il piano terra dell'edificio storico, potendo fruire delle dimostrazioni musicali, tramite rampe di legno, e tutte le parti del nuovo museo tramite un ascensore. Il piano superiore dell'edificio storico, con i suoi stretti passaggi e i pavimenti irregolari, non è adatto per le visite con sedia a rotelle. Sono previsti box per la custodia di cani per i visitatori con animali domestici.
Il museo è aperto ai visitatori tutti i giorni dalle 10:00 alle 18:00 e il 24 e il 31 dicembre chiude alle 14:00. Non esiste parcheggio per auto e bus sul Frauenplan di fronte alla casa di Bach. Dalla stazione centrale di Eisenach dista circa 15 minuti a piedi, e circa 10 minuti dalla piazza del mercato centrale dove c'è la chiesa di San Giorgio e un garage pubblico. Salendo sulla collina dietro la casa di Bach, si raggiunge il castello di Wartburg con una passeggiata di circa 25 minuti.
Nel foyer c'è la cassa, un negozio di souvenir e il Café Kantate. C'è una piccola mostra sulla storia del Museo e i suoi proprietari, la Nuova Società Bach. Il grande dipinto di Bach, 160 x 120, di Johannes Heisig (2004) merita particolare attenzione. Da qui, si raggiungono le sale espositive del vecchio edificio tramite un passaggio in vetro che è segnato dalla porta d'ingresso originale dell'appartamento di Bach a Lipsia nella Scuola di San Tommaso, nel quale Bach e la sua famiglia vissero per 27 anni.

## Sale del museo

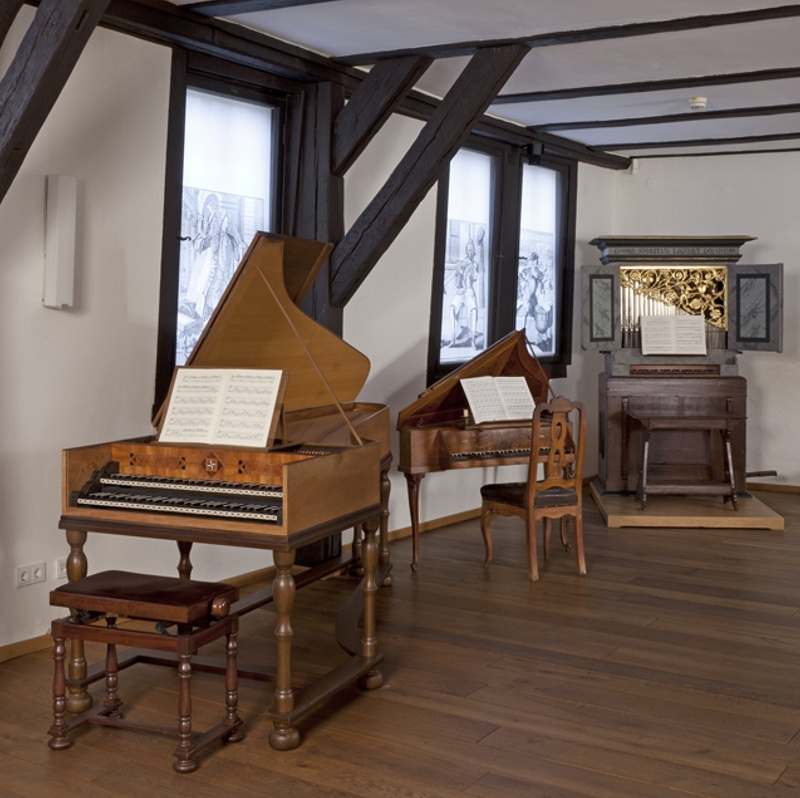
Sala degli strumenti musicali

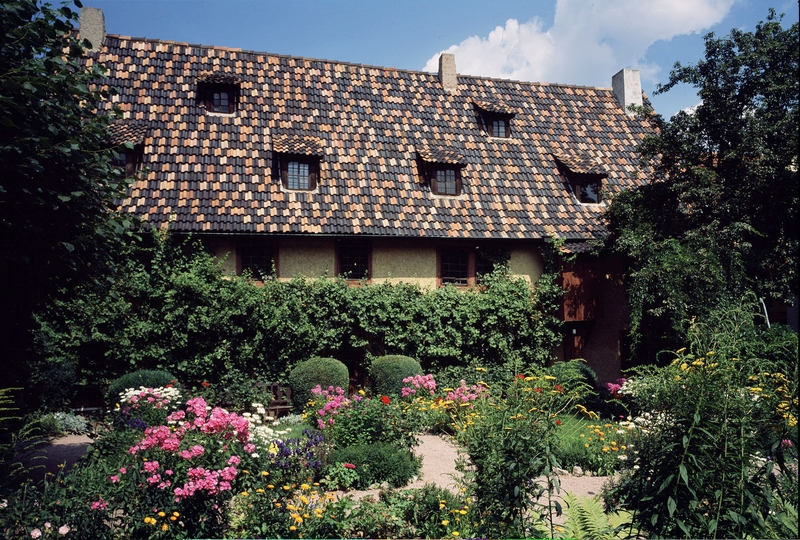
Giardino

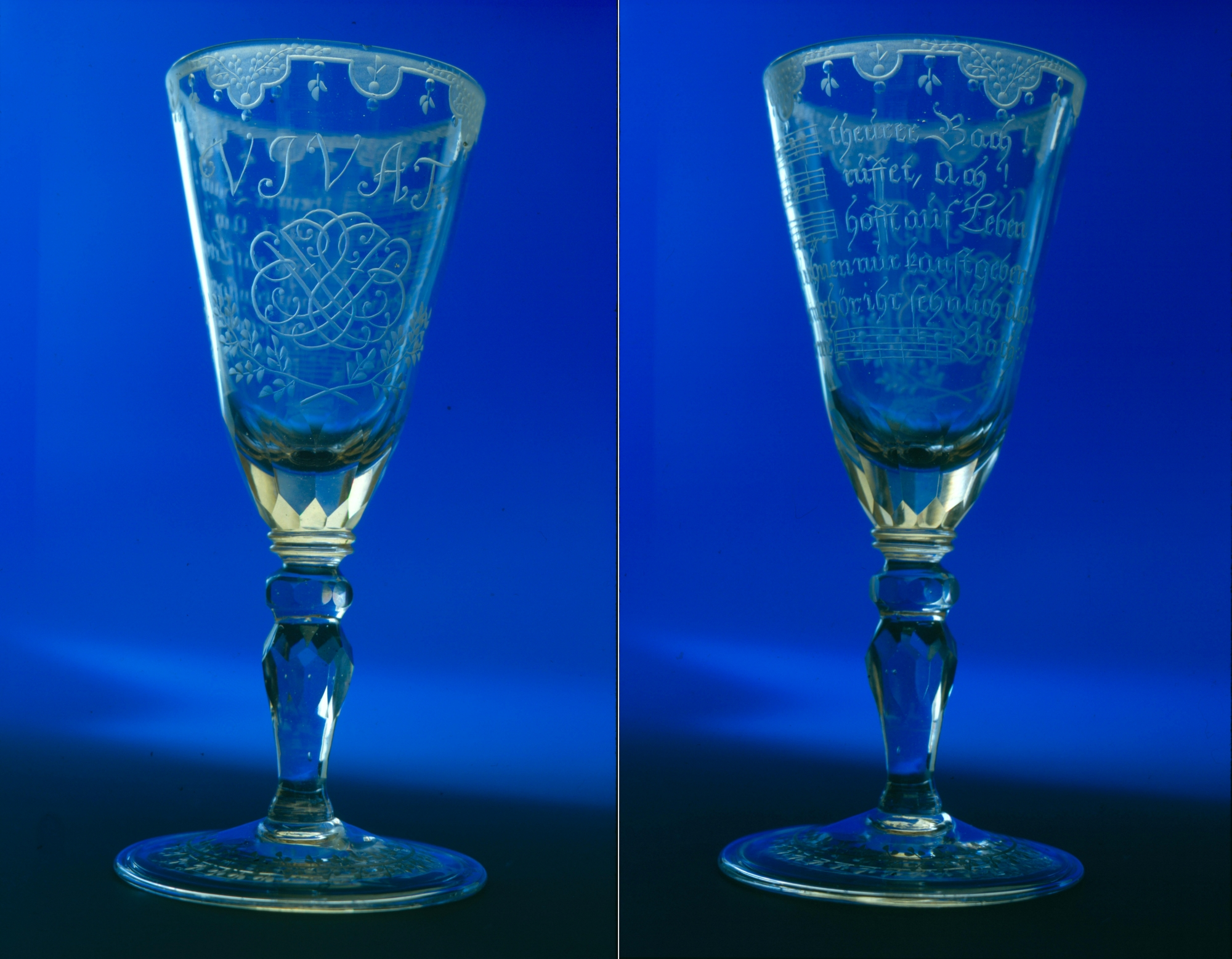
Calice di Bach

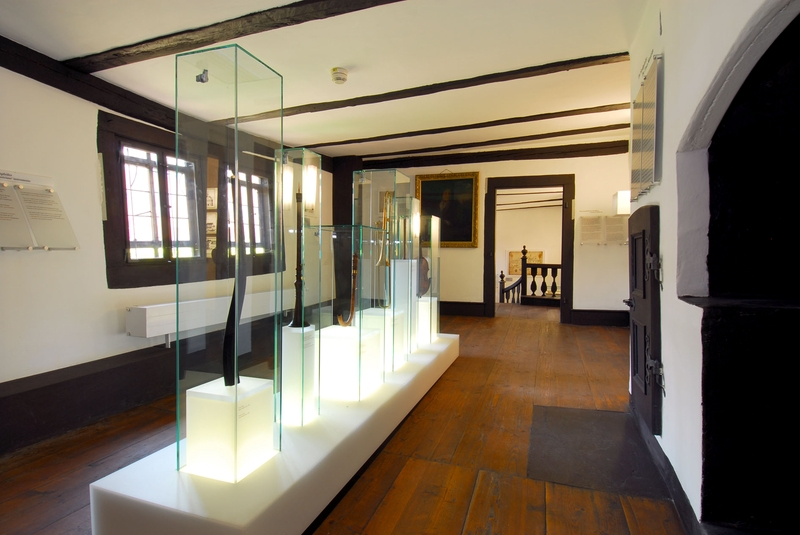
Sala dei pifferai

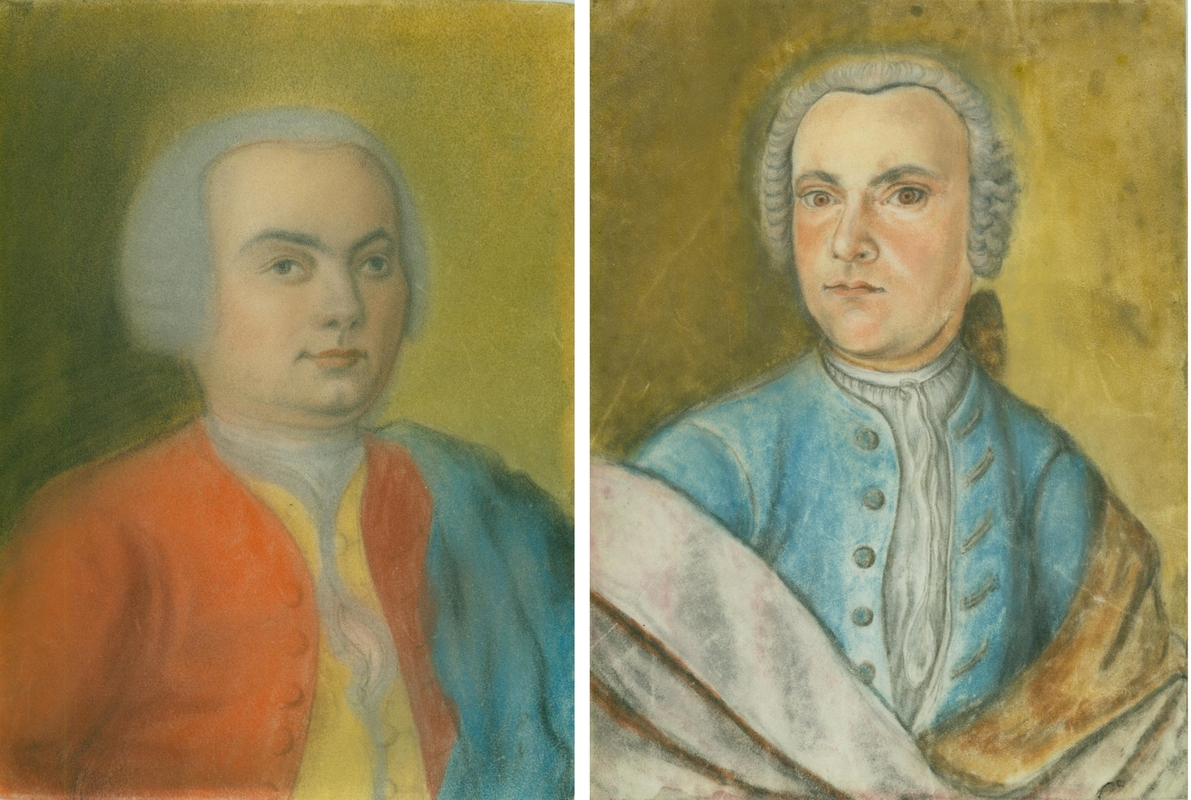
Ritratti a pastello dei figli giovanetti, Carl Philipp Emanuel e Wilhelm Friedemann Bach

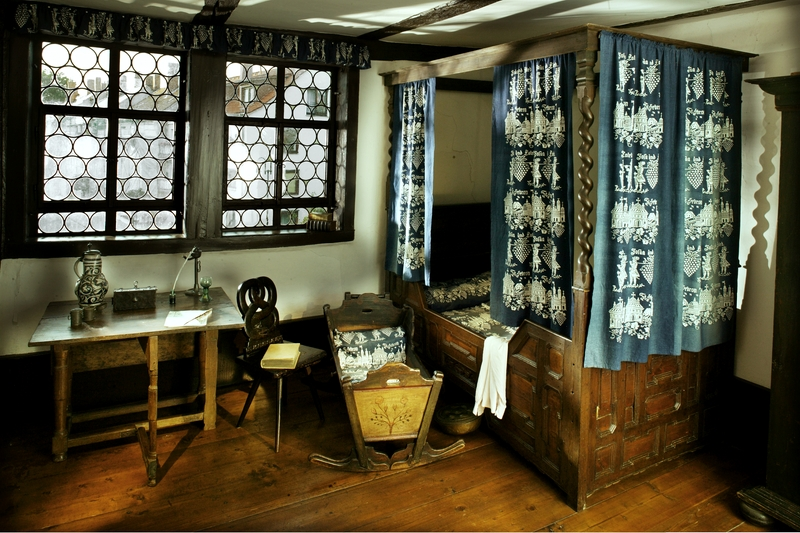
Stanza da letto

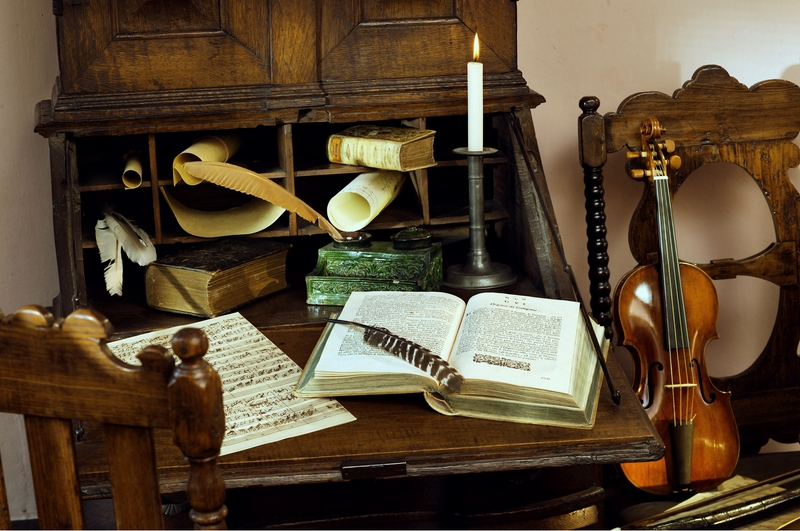
Studio di composizione

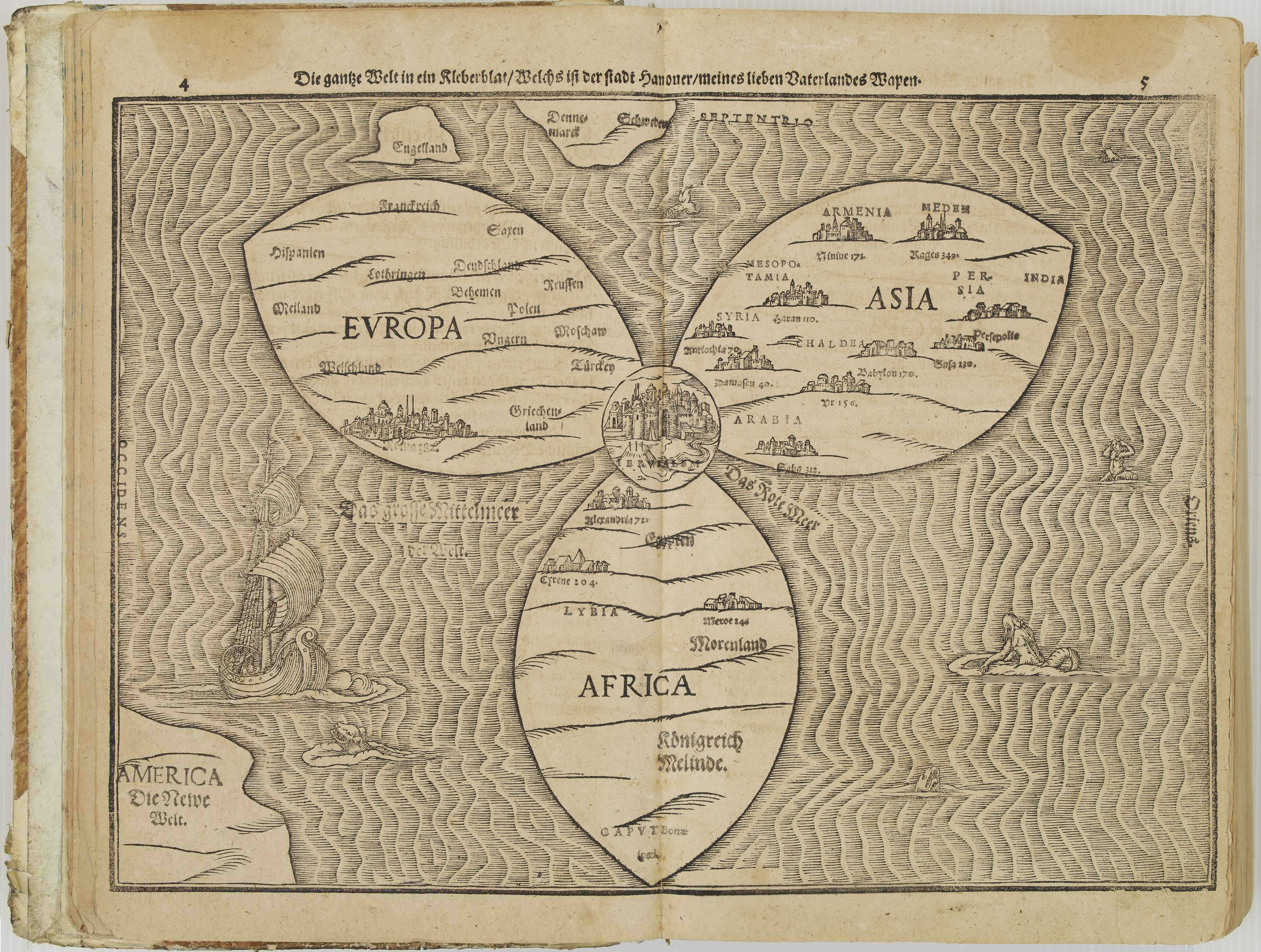
Mappa di Heinrich Bünting, 1592

### Foyer
Dal nuovo edificio, i visitatori entrano nel foyer della vecchia casa di Bach. Le sale al piano terra erano a suo tempo adibite a stalle. Le mostre si riferiscono alla storia della casa, e tra i reperti presenti c'è un documento fiscale del 1694-1695 dimostrante che il padre di Bach, Ambrosius pagò imposte per i poveri (un supplemento della tassa di proprietà utilizzato per alimentare i poveri della città) per una casa in Fleischgass e non per quella che è oggi intesa come casa di Bach. Nella collezione di strumenti del museo ne figurano alcuni curiosi, tra gli altri, una vetro armonica del 1775, che presumibilmente era stata in possesso di Friedrich Schleiermacher, e un violino tromba del 1717 (un violino con una tromba integrata - due di questi strumenti erano a disposizione di Bach durante il suo mandato di direttore musicale alla corte di Köthen). La statua di Bach placcata in oro è un progetto del 1903, studio di Carl Seffner per il monumento a Bach del 1908 che si trova di fronte alla Chiesa di san Tommaso a Lipsia.

### Dimostrazione musicale nellaSala degli strumenti
Nella Sala degli strumenti sono esposti 28 strumenti musicali barocchi originali, una selezione della collezione del museo di più di 400 pezzi. La collezione iniziata con un dono di quattro strumenti da parte del collezionista olandese Paul de Wit nel 1907 e di 164 strumenti dagli eredi del musicologo e direttore d'orchestra Aloys Obrist che si era suicidato dopo aver ucciso la sua ex amante, la cantante d'opera Anna Sutter, nel 1910. Notevoli tre strumenti ad arco: una viola da gamba con sette corde, costruita dall'amico e collaboratore di Bach, Johann Christian Hoffmann nel 1725, un violoncello piccolo con cinque corde (Boemia del nord, circa 1750) che Bach richiese per nove cantate e (secondo alcuni) per le suite per violoncello BWV 1012, e una viola d'amore con sei corde di budello e sei corde metalliche, risonanti ad un'ottava più elevata, (Vienna, intorno al 1700).
Dal 1973, cinque strumenti a tastiera barocchi vengono utilizzati per una dimostrate musicale ogni ora. Tra questi due organi positivi (Svizzera, circa 1750, e Turingia, circa 1650), un clavicordo (circa 1770), una spinetta costruita nel 1765 a Strasburgo da Johann Heinrich Silbermann, un nipote di Gottfried Silbermann i cui strumenti Bach contribuì a far vendere a Lipsia, e una copia di un clavicembalo costruito da Johann Heinrich Har(r) ass (Breitenbach, Turingia, 1705), ritenuto il costruttore di clavicembali preferito da Bach. L'aria compressa per azionare gli organi non è prodotta da un motore: mentre l'organista dello strumento svizzero produce l'aria tramite un pedale, occorre l'aiuto di un visitatore per azionare il mantice dell'organo positivo costruito in Turingia. La storia di questo strumento e la biografia di Bach si sovrappongono: dal 1714 in avanti venne utilizzato come organo da chiesa di Kleinschwabhausen, a circa 15 km da Weimar dove Bach era organista di corte all'epoca. L'amico di famiglia e pupillo di Bach, l'organaro di corte Heinrich Nicolaus Trebs, riparò l'organo nel 1724 e nel 1740, e Johann Caspar Vogler, allievo e successore di Bach come organista di corte, testò l'organo nel 1738, 1740 e 1744. Dal momento che l'ispezione degli organi del ducato apparteneva alle funzioni dell'organista di corte, si ritene che Bach debba aver conosciuto e suonato questo strumento, anche se non vi è alcuna fonte che ne attesti il fatto.

### Giardino
La progettazione del giardino come un giardino barocco risale al 1907. In epoca barocca, sarebbe servito come pascolo e per la coltivazione di ortaggi e frutta. Oggi, è un sito del patrimonio protetto. La posizione del pozzo è ancora quella originale. L'edificio di fronte al giardino è quello in cui visse il padre di Bach, Johann Ambrosius Bach, quando giunse con la moglie e due figli da Erfurt. Dal giardino, il tour prosegue attraverso la porta dell'edificio ad est che ospita mostre speciali, e poi attraverso una scala al primo piano della storica casa di Bach.

### Mostra biografica e ilCalice di Bach
La sala più grande al piano superiore illustra la biografia musicale di Bach: i suoi studi a Ohrdruf e Lüneburg e le sue attività ad Arnstadt, Mühlhausen, Weimar, Köthen e Lipsia. Per ogni luogo, c'è un'illustrazione del sito, un'incisione o altra rappresentazione del personaggio locale importante superiore di Bach, e un oggetto originale: una vecchia scarpa simboleggia i 300 km percorsi a piedi da Bach per andare da Ohrdruf a Lüneburg, un fagotto attraversato da una spada illustra come Bach, quando era ad Arnstadt, dovette difendersi con la spada contro un attacco fisico da parte di un suonatore di fagotto, un lucchetto ricorda le quattro settimane che Bach trascorse nel carcere di Weimar e una tavola di legno con monete dell'epoca (tra le quali un Taler dell'elettore di Sassonia coniato nel 1715) ricorda del buon reddito percepito da Bach come direttore musicale alla corte del principe Leopoldo a Köthen, ma anche i problemi economici perpetui del suo datore di lavoro. L'originale del 1732 del libretto della cantata Froher Tag, verlangte Stunden (Buon giorno, ore desiderate. Bach successivamente riutilizzò la musica per il suo Oratorio dell'Ascensione BWV 11), ricorda i momenti felici trascorsi presso la Scuola di Lipsia di San Tommaso per la cui riapertura, dopo una sostanziale ricostruzione, compose il pezzo. Tra gli ultimi oggetti esposti figurano i cosiddetti occhiali di Bach a lungo ritenuti essere stati indossati da Bach, e alcune incisioni originali su rame che descrivono l'atto chirurgico dell'occhio al tempo di Bach, la procedura - effettuata dal ciarlatano inglese John Taylor - che probabilmente causò la morte di Bach il 28 luglio 1750.
L'oggetto più misterioso in mostra in questa sala è il Calice di Bach, l'elemento di famiglia unico, senza dubbio autentico, lasciato da Bach. Si tratta di un calice di Boemia-sassone datato intorno al 1735. Nella parte anteriore, c'è un VIVAT con un doppio (a specchio) monogramma delle lettere JSB. Le estremità delle lettere terminano con dei punti. In totale, ci sono 14 di questi punti - il numero di Bach, poiché B + A + C + H = 2 + 1 + 3 + 8 = 14 secondo la numerologia barocca. Nella parte posteriore, c'è una dedica poetica che comprende il nome di Bach, sia in lettere che in notazione musicale (tedesca). Non è ancora risolto l'enigma di chi potrebbe essere stato il donatore del calice, e in quale occasione Bach lo abbia ricevuto.

### Sala dei pifferai della città e panorama di Eisenach
La sala successiva è dedicata ai pifferai cittadini, come erano chiamati i musicisti della città diretti dal padre di Bach, Johann Ambrosius Bach. Su una parete c'è una copia del 1907 del ritratto di Ambrosius realizzato da Johann David Herlicius (1690, l'originale è di proprietà della Biblioteca di Stato di Berlino e attualmente in prestito al nuovo museo del Bach-Archiv a Lipsia). Sono esposti strumenti tipici dei musicisti della città, il più notevole dei quali un violino risalente all'inizio del 1575, oltre a un cornetto, una bombarda, un cromorno, un sackbut e un flauto dolce. Il libro corale (Melchior Vulpius, 1609) che comprende brani di repertorio tipici dei pifferai di città, era in precedenza di proprietà di un parente di Bach, il cantor di Meiningen, Johann Jacob Bach. I registri scolastici di Bach sono mostrati in facsimile (gli originali sono conservati presso gli archivi della città di Eisenach), e c'è anche l'orario delle lezioni della scuola di latino, dell'anno scolastico 1694-1695, dal quale si evince che erano comprese delle lezioni di musica nel pomeriggio. Degno di nota è l'innario illustrato di Eisenach del 1673, utilizzato nella chiesa di San Giorgio per tutta l'infanzia di Bach.
Una sala separata più piccola mostra un panorama semicircolare della città di Eisenach come Bach lo avrebbe visto da bambino (in base all'incisione di Matthäus Merian del 1640). La casa di Bach è raffigurata sotto il Frauendom (Cattedrale di Nostra Signora), andata distrutta durante la guerra dei contadini tedeschi, ma che è ancora evidenziata nei nomi delle strade circostanti (Frauenplan, Frauenberg, Marienstraße, Domstraße). Sono esposti reperti archeologici e oggetti storici per la casa: pezzi di ceramica, scarti di pelli per calzature e tessuti, un porta candela, una tazza e un campanaccio del 1688 trovato nel giardino della casa di Bach. Il rumore di fondo che si sente ricorda che la residenza Bach - ovunque si possa voler individuare la sua esatta posizione - non era un luogo tranquillo: si trovava nelle vicinanze della fabbrica di birra comunale.

### Mogli e figli di Bach
Ai piani tra le abitazioni storiche, la mostra informa sulle due mogli di Bach e dei suoi 20 figli. Una ruota che gira ricorda della prima moglie di Bach, Maria Barbara. Come nel quodlibet del matrimonio di Bach (BWV 524) simboleggia il vincolo matrimoniale e la diligenza della moglie. La seconda moglie, molto più giovane, Anna Magdalena, è ricordata con un mazzo di garofani gialli sempre freschi - era una  Grosse Liebhaberin von der Gärtnerey  (grande appassionata di giardinaggio) e questi erano i suoi fiori preferiti. Notevoli sono i ritratti originali dei figli di Bach Wilhelm Friedemann e Carl Philipp Emanuel (dipinti a pastello da Nikolaus Ephraim Bach e Gottlob Friedrich Bach, circa 1730).

### Le abitazioni storiche
Tre camere al piano superiore dell'attuale edificio storico presentano dei locali domestici (camera da letto, soggiorno, cucina). Il loro arredamento è praticamente invariato in quanto le camere sono state decorate, in primo luogo, dall'antiquario della corte di Weimar nel 1906, con gli elementi locali dell'epoca risalenti al 1700 (tra cui maniglie e accessori per porte). Le tende e i copriletti sono stampati in blu e sono tipici della zona. La culla è un dono di Johanna von Hase, la moglie di Oskar von Hase, proprietario della casa editrice musicale Breitkopf & Härtel. Alcune delle stoviglie della cucina sono state trovate nel giardino della casa. Il soggiorno è la stanza migliore della casa e si tratta di una Bohlenstube (racchiusa da pannelli in legno), facile da tenere al caldo, arredata per assomigliare allo studio di composizione di Bach a Lipsia (Scuola di San Tommaso), che aveva circa la stessa dimensione. Degno di nota è il clavicordo (costruito da Christoph Dreßel, Lipsia, circa 1680-1690).

### Biblioteca teologica di Bach
Nello studio di composizione è presente una ricostruzione della biblioteca teologica di Bach. Questa ricostruzione è stata facilitata dal documento scritto che elenca 52 titoli teologici, rilegati in 81 volumi, di proprietà privata di Bach. Dal 2009, la metà dei titoli sono esposti e il museo ha in programma di comporre l'intera biblioteca entro il 2017, 500º anniversario della riforma protestante. Le informazioni comprendono brani tratti dai libri in tedesco e in inglese, e informazioni sugli autori dei libri come Martin Lutero, Martin Chemnitz, Heinrich Müller, Johann Gerhard, Johann Arndt, Philipp Jacob Spener e August Hermann Francke. Il libro più antico contiene i sermoni del mistico del XIV secolo, Johannes Tauler, stampati nel 1522 a Basilea. Un altro straordinario libro è Itinerarium Sacrae Scriptura di Heinrich Bünting (Magdeburgo 1592): inizia con una curiosa mappa raffigurante i tre continenti Africa, Asia ed Europa disposti come una foglia di trifoglio intorno alla città di Gerusalemme. Va notato che, anche se queste sono delle edizioni contemporanee più o meno molto somiglianti a quelle di proprietà di Bach, l'unica copia personale dei libri elencati, e che è stata finora scoperta, è una Bibbia Calov che è oggi conservata al Concordia Seminary di St. Louis in Missouri. La copia della Bibbia Calov che si trova nella casa di Bach ha un'altra storia interessante: si tratta di una copia posseduta da Abraham Calovius.

## Mostra nell'edificio moderno

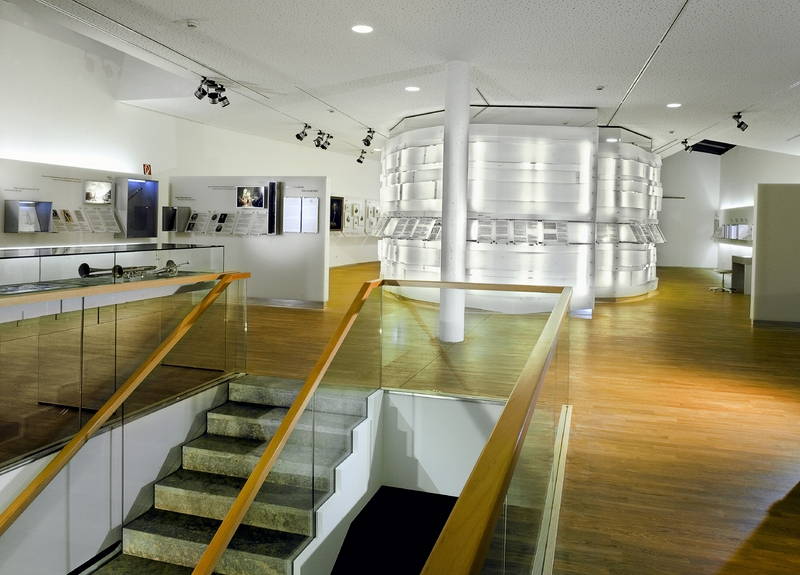
Interno dell'edificio moderno, la Composizione calpestabile

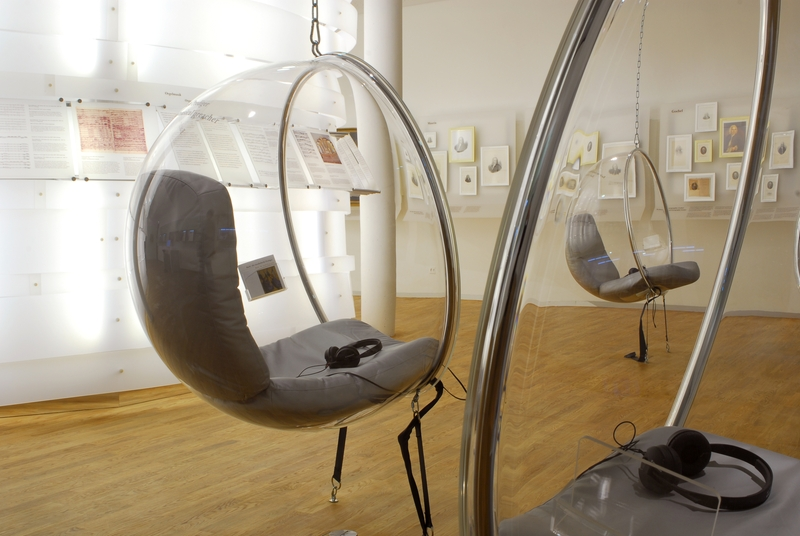
Sedie a bolla nella casa di Bach

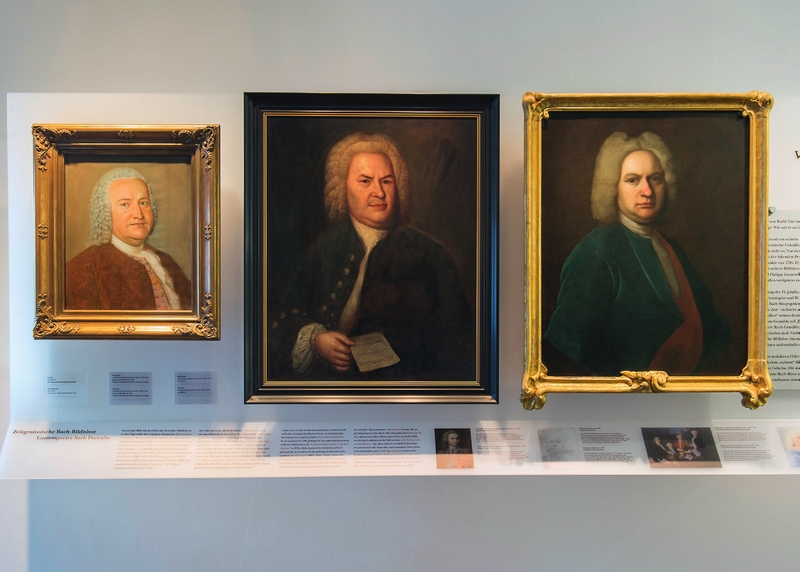
Dipinto di Bach, 2014

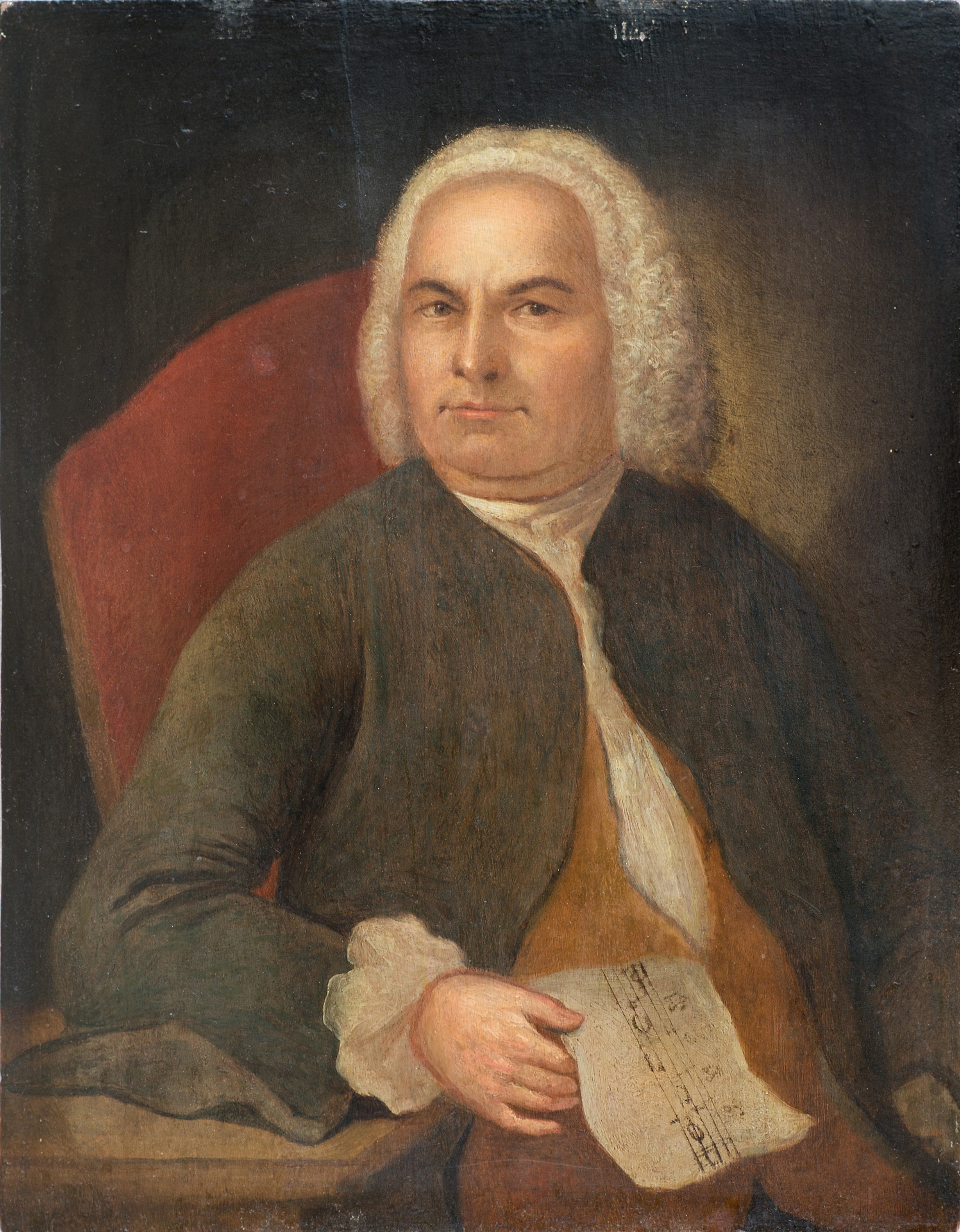
Ritratto di Bach realizzato da Gebel, prima del 1798

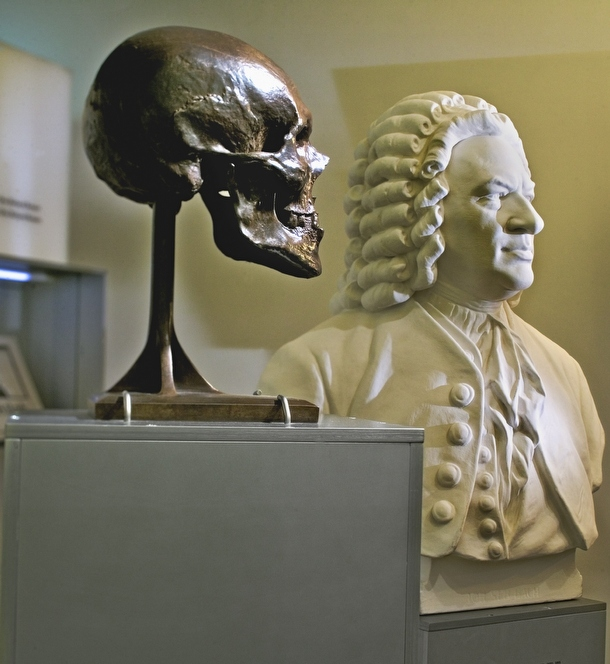
Teschio e busto di Bach all'interno del museo

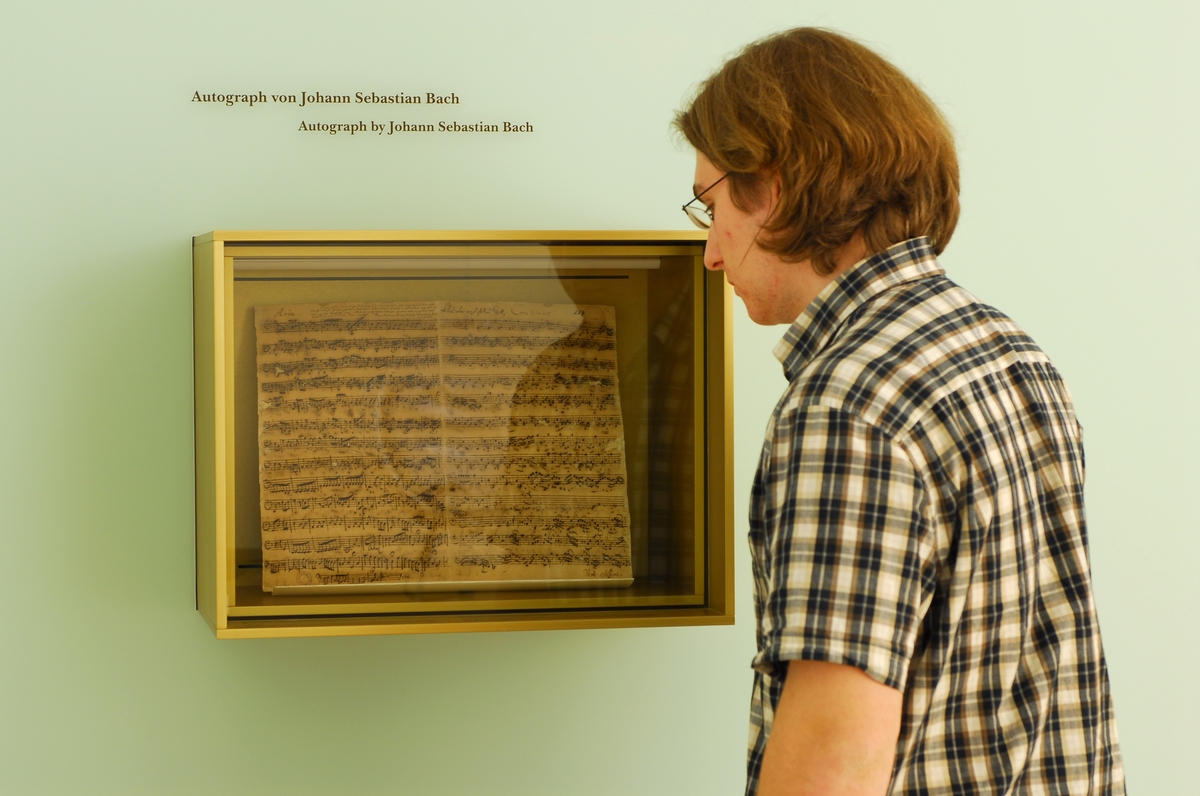
Spartito autografo di Bach

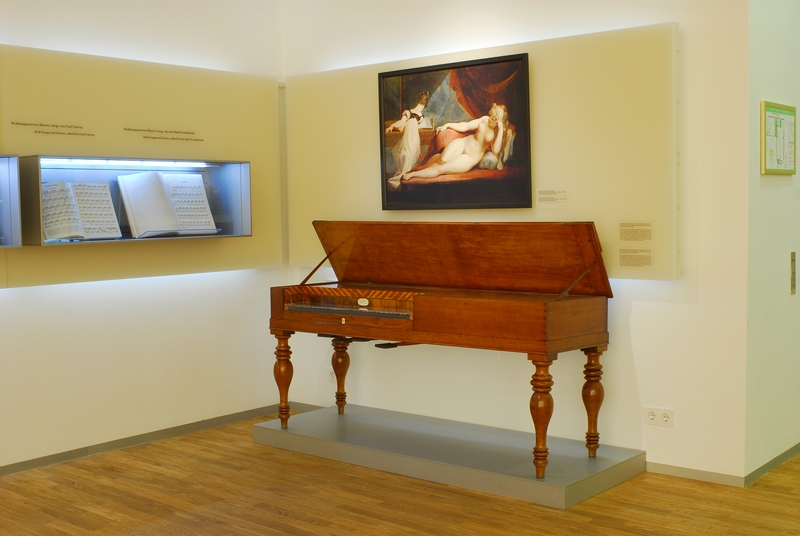
Clavicordo reale

Un passaggio nella cucina della storica casa di Bach e una scala in vetro tra i due edifici conduce alla mostra nel moderno edificio del museo, aperto nel 2007. I temi centrali della mostra sono Come vediamo Bach, Quello che sappiamo su Bach e Come suoniamo Bach. La mostra su questi temi è organizzata attorno ad una scultura centrale, la Composizione calpestabile.

### Sedie a bolla
I primi oggetti che si incontrano nella costruzione moderna sono cinque sedie sospese - le cosiddette sedie a bolla, un progetto del 1968 di Eero Aarnio. In ciascuna delle sedie i visitatori possono ascoltare uno dei seguenti brani di Bach:
- Bach – virtuoso e compositore: Concerto in A major, 1. mvt. Allegro (BWV 1055/1)
- Bach – il fantasioso perfezionista: Suite per violoncello No. 1 G major, 1. mvt. Prélude (BWV 1007/1)
- Bach – il vivace insegnante: Variazioni Goldberg (BWV 988)
- Bach – il predicatore musicale: Jesus bleibet meine Freude (BWV 147/10)
- Bach – trasformatore e creatore: Suite per orchestra in D, 2. mvt. Air (BWV 1068/2)

Come il dipinto del foyer, quello sulla parete dietro le sedie a bolla è stato creato da Johannes Heisig (2004, prestito privato). Raffigura Bach mentre esegue una cantata nella Chiesa di San Tommaso a Lipsia con il suo coro.

### Come vediamo Bach
La storia dell'iconografia di Bach è tratteggiata sulla parete settentrionale dell'edificio moderno, a cominciare dai dipinti dell'epoca. Tra questi spicca il dipinto originale di Johann Jacob Ihle che risale ad una data intorno al 1720 e un dipinto a pastello che Charles Sanford Terry ha identificato, nel 1936, come il ritratto di Bach già di proprietà di Carl Philipp Emanuel Bach. Fra i ritratti vi è anche quello di Gebel usato per la copertina del primo volume di Allgemeine musikalische Zeitung nel 1798/99. C'è anche una copia del 1910 dell'autentico dipinto di Elias Gottlob Haussmann, il cui originale si trova nell'antico municipio di Lipsia. 39 stampe originali, sistemate per 'famiglie', indicano come l'immagine di Bach è cambiata nell'arco dei secoli. Questa parte della mostra si conclude con il calco delle ossa di Bach e la ricostruzione anatomica del suo viso fatta dall'anatomista di Lipsia Wilhelm His e dallo scultore Carl Seffner nel 1894, la prima ricostruzione facciale forense tridimensionale, basata su un cranio, che sia stata mai realizzata. Tra gli oggetti esposti vi sono una fusione in bronzo del cranio e il busto di Bach creato da Seffner nel 1894. C'è anche un video della moderna ricostruzione del volto di Bach fatta dallo scienziato Caroline Wilkinson, basata su tre ossa del cranio di Seffner, commissionata dal museo nel 2008.

### Cosa sappiamo di Bach, autografo di Bach
La ricerca su Bach è lo scopo di Cosa sappiamo di Bach. Ebbe inizio con le prime biografie di Bach (esposte in Musicalisches Lexicon dell'amico Johann Gottfried Walther, nel 1732, e nel manoscritto del libro Johann Sebastian Bach di Philipp Spitta, del 1873). Cosa sappiamo di Bach continua a spiegare il processo di ricostruzione delle cantate, in parte perdute (in mostra è la bozza manoscritta della ricostruzione, fatta da Ton Koopman, della cantata Singet dem Herrn ein neues Lied BWV 190) e al termine viene visualizzato un autografo originale di Bach, dando la storia dalla sua prima scoperta alla sua inclusione nel Neue Bach-Ausgabe. L'autografo è una parte del basso continuo della cantata Alles nur nach Gottes Willen, BWV 72. Si tratta, come nella maggior parte degli strumentali scritti a mano per cicli di cantate, di un lavoro collaborativo: il lato destro del foglio (coro, recitativo) è stato scritto da allievi di Bach e dal nipote Johann Heinrich Bach (figlio del fratello anziano Johann Christoph Bach di Ohrdruf), la parte in alto a sinistra (aria) è scritta dalla moglie di Bach Anna Magdalena Bach, e la musica del corale finale, insieme a tutti i titoli, sottotitoli e alcune correzioni fino alla parola fine, sono di mano di Johann Sebastian Bach. Su una postazione audio accanto all'autografo, la storia della cantata viene spiegata attraverso tutte le parti della musica presenti sul foglio. Nelle vicinanze, c'è la scrivania del ricercatore, un PC (con collegamenti web a siti web di ricerca su Bach) e una piccola biblioteca comprendente, tra l'altro, i libri di un Bach-Werke-Verzeichnis e le biografie di Bach in tedesco, inglese, francese e giapponese.

### Come suoniamo Bach, angolo dei bambini
La storia delle esecuzioni delle opere di Bach è trattata nella parte della mostra Come suoniamo Bach . Si comincia dagli sforzi compiuti dai figli di Bach e in particolare da Carl Philipp Emanuel Bach, per mantenere viva la musica del padre (sono esposte quattro parti di corali di Bach a cura di Carl Philipp Emanuel Bach del 1784-1787), poi sottolineata dalla competizione veloce per la pubblicazione del Clavicembalo ben temperato (sono esposte le prime stampe di Nägeli e Simrock del 1802). Seguono le esecuzioni della Passione secondo Matteo da parte del diciannovenne Felix Mendelssohn Bartholdy nel 1829, i lavori sulla prima Bach-Gesamtausgabe (opera omnia di Bach) dal 1850 in poi, e, infine, il ritorno a tecniche d'orchestrazione e di esecuzione dei tempi di Bach (esecuzione storicamente informata) nel XX secolo. Su un 'mixer', si può ascoltare e confrontare nove molto diverse interpretazioni di uno stesso coro dalla cantata di Bach Nun komm, der Heiden Heiland (BWV 61/1). I direttori d'orchestra Hans-Joachim Rotzsch, Helmuth Rilling, Nikolaus Harnoncourt, Klaus Eichhorn e Masaaki Suzuki hanno fornito dei testi introduttivi alle loro interpretazioni appositamente per il museo. Notevoli tra gli oggetti esposti sono il Clavecin Royal (Johann Gottlob Wagner, Dresda 1788), che rappresenta i progressi compiuti dai costruttori di strumenti dalla morte di Bach, e una lettera di Robert Franz a Paul Graf Waldersee, datata 19 agosto 1876, in cui deride l'accompagnamento di Joseph Joachim alle musiche di Bach ponendolo "più o meno allo stesso livello della spazzatura, che il suo amico Brahms aveva fatto in occasione dell'esecuzione dei duetti da camera di Handel."
Proprio dietro questa parte della mostra c'è un angolo dedicato ai bambini che ha, tra le altre cose, un grande puzzle a scorrimento che mostra il primo organo di Bach ad Arnstadt.

### LaComposizione calpestabile
L'elemento centrale del nuovo edificio è la Composizione calpestabile. Compresa la partitura autografa, ci sono 14 stazioni di ascolto posizionate attorno alla parete esterna che utilizzano esempi musicali per spiegare le tecniche musicali utilizzate e gli argomenti delle opere di Bach: polifonia, fuga, basso continuo, accordatura e di Bach musica parodia, musica d'organo, cantate, passioni, cantate profane, sonate, suite, concerti, Overture, mottetti e ultime opere. L'interno della Composizione calpestabile  contiene un'installazione multimediale che collega tematicamente quattro degli argomenti trattati ad una preziosa mostra e ad una pratica esecuzione musicale mostrata tramite un filmato su uno schermo a 180 gradi. Il progetto è stato realizzato per il museo dal direttore Multimedia Art di Berlino, Marc Tamschick, in collaborazione con il compositore Marc Lingk.
| Tema                    | Mostra | Foto                               | Pezzo, artista, luogo, data |
| ----------------------- | --- | ---------------------------------- | --- |
| Fuga                    | L'arte della fuga, prima edizione, 1751 | Art of the Fugue in the Bach House | Johann Sebastian Bach: L'arte della fuga (BWV 1080, Contrapunctus I, IX). Ensemble: Harmonie Universelle (Florian Deuter); dance: pretty ugly tanz köln (Coreografia: Amanda Miller). Luogo: Schauspiel Köln. 23 giugno 2006.                                                              |
| Parodia tecnica         | Libretto Tönet, ihr Pauken! Erschallet, Trompeten! Breitkopf, Lipsia 1733 | Thomanerchor at the Bach House     | Johann Sebastian Bach: Tönet, ihr Pauken! (BWV 214, Chorus). Prova del Thomanerchor (Georg Christoph Biller), ensemble: Neues Bachisches Collegium Musicum (Albrecht Winter). Luogo: Antico Municipio, Lipsia. 25 marzo 2006.                                                              |
| Musica per organo       | Manuale per l'organo Brückenhofkirche di Mühlhausen, costruito da Johann Friedrich Wender nel 1702, sul quale Bach suonò ogni due settimane nel periodo 1707–1708 (prestito della parrocchia di St. George, Dörna) | Schuke-Orgel im Bachhaus           | Johann Sebastian Bach: Toccata, Adagio and Fuga (BWV 564, Toccata, Adagio). Organista: Oliver Stechbart. Luogo: Divi Blasii, Mühlhausen (organo di Alexander Schuke, 1958), St. George's, Dörna (organo di Johann Friedrich Wender, 1702). 17–18 luglio 2006.                              |
| Continuità e riscoperta | Partitura per coro manoscritta della esecuzione di Mendelssohn della Passione secondo Matteo dell'11 marzo 1829 (Berlino) e del 4 aprile 1841 (Lipsia) (prestito della Mendelssohn House, Lipsia)                  | Matthäus-Passion im Bachhaus       | Johann Sebastian Bach/Felix Mendelssohn Bartholdy: St Matthew Passion (BWV 244, Nr. 61a–63b, 65). Ensemble: Chorus Musicus e Das Neue Orchester, Colonia (Christoph Spering); solisti: Andreas Karasiak (tenore), David Jerusalem (basso). Luogo: Trinity Church, Colonia. 26 giugno 2011. |

## Esposizioni speciali

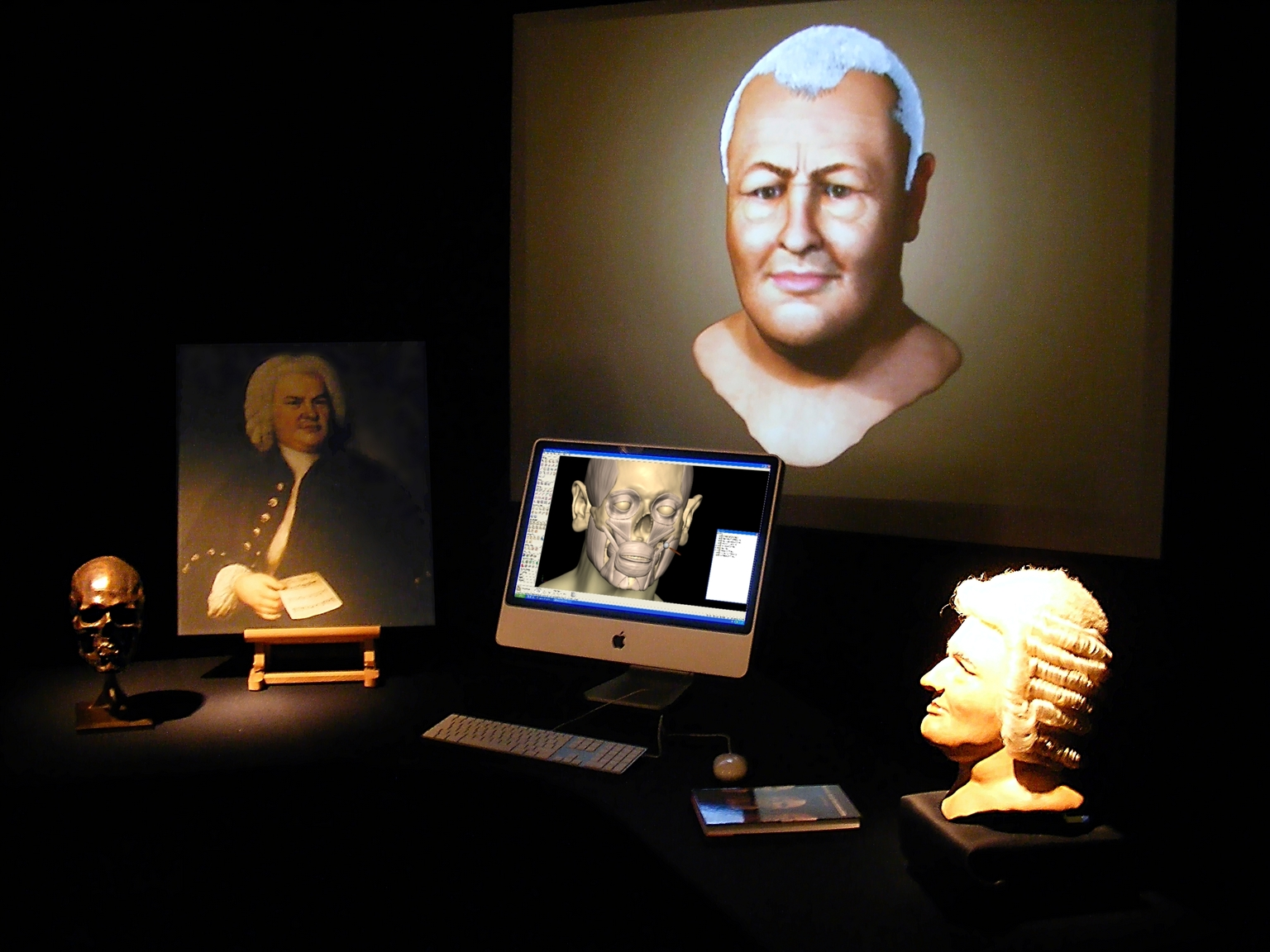
Esposizione speciale, 2008

Dal 2004, si sono tenute le seguenti esposizioni speciali:
- 2004: Ich habe fleißig seyn müssen ... – Johann Sebastian Bach e la sua fanciullezza ad Eisenach[55]
- 2005: Johann Sebastian Bach – Ansichtssache[56]
- 2006: – none –
- 2007: The Man in the Golden Waistcoat (su Johann Christian Bach)[57]
- 2008: Bach through the Mirror of Medicine[58]
- 2009: Blood and Spirit – Bach, Mendelssohn and their music in the Third Reich[59]
- 2010: Bach's Passions – Between Lutheran tradition and Italian opera[60]
- 2011: Memories of Wanda Landowska[61]
- 2012: Luther and [Bach's] Music[62]
- 2013: Bach & Friends[63]
- 2014: „B+A+C+H = 14“: Bach and numbers[64]

## Concerti, programmi scolastici
Il museo ospita circa dieci concerti all'anno. Eventi a data fissa sono i concerti del 26 dicembre, 1º gennaio e 21 marzo. La casa di Bach è uno dei luoghi in cui si svolgono i festival regionali Thüringer Bachwochen (tre settimane, dalla settimana precedente la Pasqua), Güldener Herbst (in ottobre) e Eisenacher Telemann-Tage (estate degli anni pari). La casa di Bach presenta regolarmente il vincitore dell'International Johann Sebastian Bach Competition di Lipsia. Il museo offre un'ampia gamma di programmi scolastici su diversi temi (solo in lingua tedesca).

## Biblioteca, servizi per coro
Il museo è dotato di una biblioteca aperta al pubblico negli orari di apertura. Ha circa 5 500 volumi, per lo più su Bach e i suoi contemporanei, sugli strumenti musicali e sulla storia della musica in generale. I libri possono essere ricercati tramite OPAC. La sezione musicale comprende sia l'antico Bach Gesamtausgabe che il Neue Bach-Ausgabe oltre ad edizioni pratiche delle opere di Bach e collezioni di registrazioni audio. I cori possono prendere in prestito le partiture per l'esecuzione della maggior parte delle cantate di Bach.

## Collezioni
Primo - e per lungo tempo - solo il museo di Bach, ha avuto il mandato, da parte della Nuova Società Bach, di "raccogliere tutto ciò che riguarda Johann Sebastian Bach, la sua vita e le sue opere." Tuttavia, quando il museo venne fondato nel 1907, questo mandato era già abbastanza impossibile da soddisfare. L'80% di tutti gli autografi di Bach noti erano (e sono tuttora) in possesso della Biblioteca di Stato di Berlino, e già allora, i collezionisti privati, disponibilità a parte, chiedevano per quello che era rimasto, cifre di gran lunga superiori ai mezzi di una società privata. Eppure, nei primi anni seguenti all'apertura, vennero acquistati alcuni autografi:
| Compositore           | Opera                                   | Categoria                                                | Autografo di                                                 |
| --------------------- | --------------------------------------- | -------------------------------------------------------- | ------------------------------------------------------------ |
| Joh. Christoph Bach I | Aria Eberlina                           | Variazioni per clavicembalo su un tema di Daniel Eberlin | Joh. Christoph Bach III                                      |
| Joh. Sebastian Bach   | Es ist das Heil uns kommen her, BWV 9   | parte del soprano                                        | Wilhelm Friedemann Bach                                      |
| Joh. Sebastian Bach   | Alles nur nach Gottes Willen, BWV 72    | parte del continuo                                       | Joh. Sebastian Bach, Joh. Heinrich Bach, Anna Magdalena Bach |
| Joh. Sebastian Bach   | Herr Gott, dich loben alle wir, BWV 130 | parte del continuo                                       | Christian Gottlob Meißner, Joh. Sebastian Bach               |
| Joh. Sebastian Bach   | Ich habe meine Zuversicht, BWV 188      | Partitura (frammento)                                    | Joh. Sebastian Bach                                          |

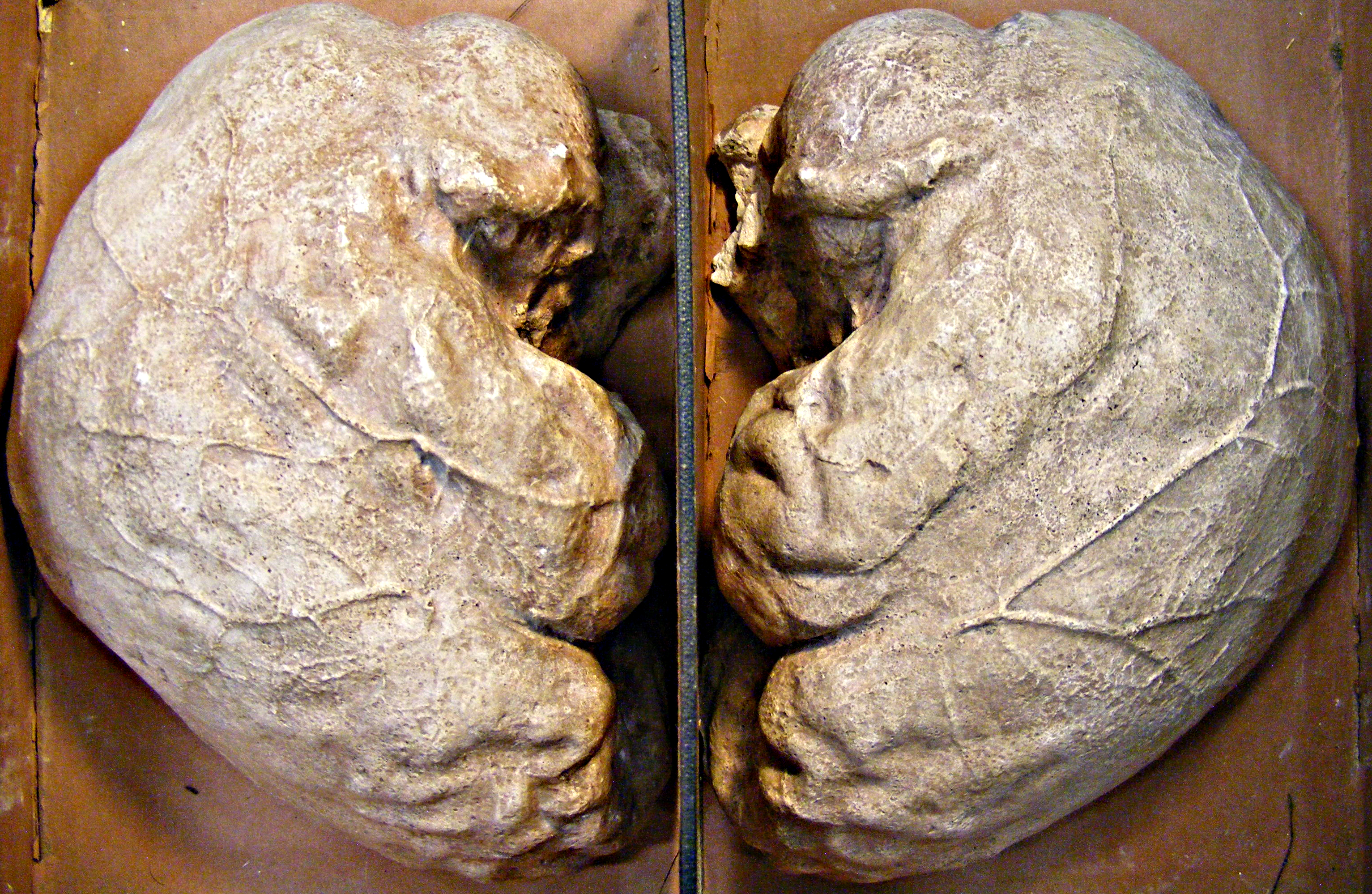
Probabili ossa di Bach, calco in gesso del cranio, 1894

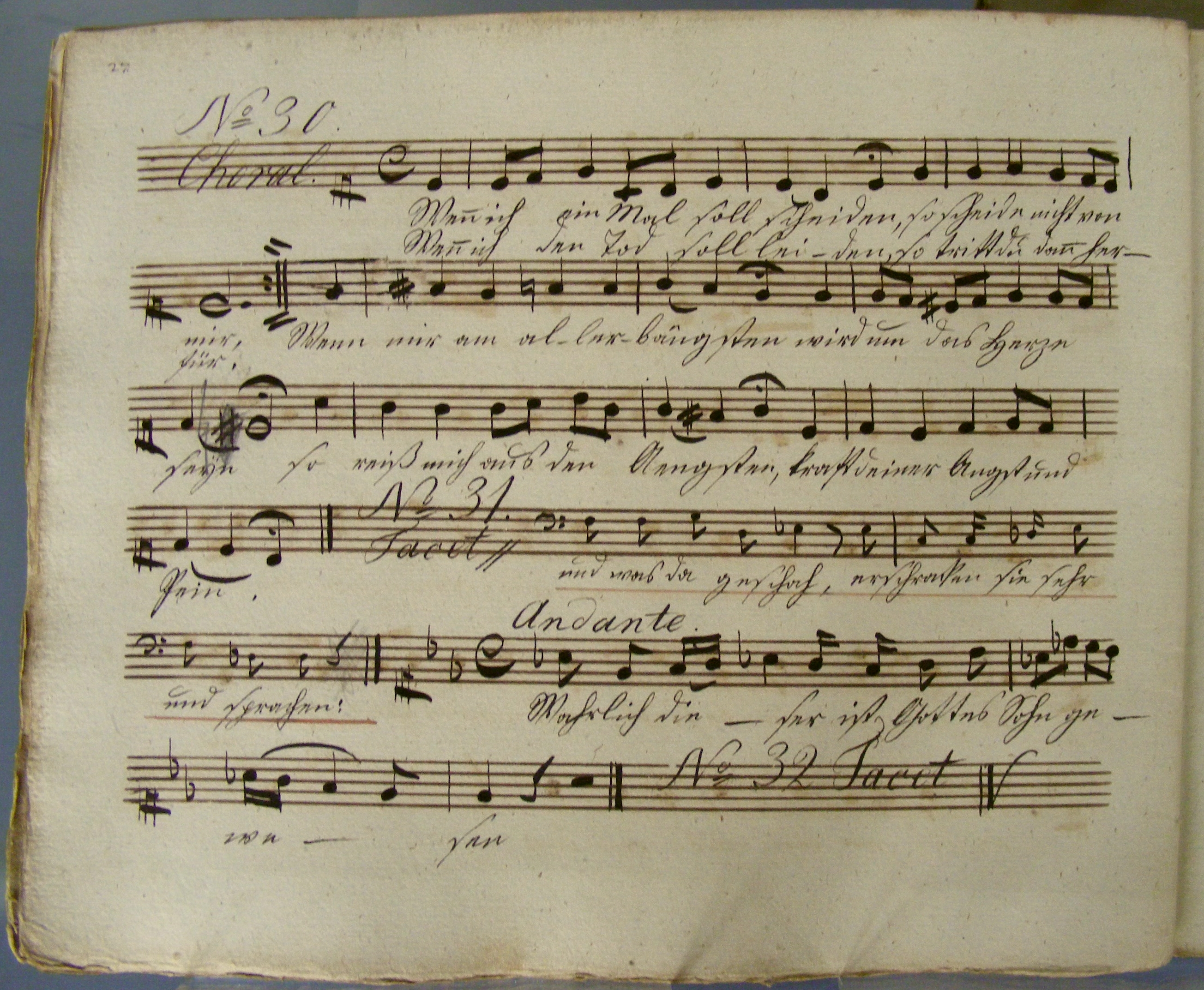
J.S. Bach / F. Mendelssohn Bartholdy: Corale Wenn ich einmal soll scheiden. Manoscritto della parte dell'alto, ca. 1829.

Successivamente la collezione si ampliò a seguito di donazioni, in particolare di Oskar von Hase e degli editori musicali di Lipsia C.F. Peters e Breitkopf & Härtel, e lasciti ereditari, come quelli di Philipp Spitta, Wilhelm Rust, Paul Graf Waldersee, Aloys Obrist, Wilhelm His e Christoph Trautmann. Tra i pezzi più importanti in esposizione: un clavicembalo della Turingia del 1715, uno di Jacob Hartmann (circa 1765), una seconda spinetta di Johann Heinrich Silbermann (1765), e un clavicordo a pedale (circa 1815). In aggiunta tre quaderni scolastici di Wilhelm Friedemann Bach, una prima edizione de L'offerta musicale (parte A) del 1747, parte del perduto Genealogie der musicalisch-Bachischen Familie (genealogia della famiglia musicale Bach), l'unico libretto noto della cantata di nozze di Bach Sein Segen fließt daher, wie ein Strom (BWV Anh. 14, Immanuel Tietze, Lipsia 1725), una collezione di siluette della famiglia Bach di Ohrdruf, lettere di studiosi di Bach del XIX secolo come Karl Hermann Bitter e documenti, misure e calchi in materia di scavo delle (presunte) ossa di Bach da parte di Wilhelm His e Carl Seffner (compresi i calchi del cranio in gesso e bronzo). Nel 2013, la casa di Bach acquistò 62 di quelle che in origine probabilmente erano 152 parti del coro scritte a mano, cantate nel corso dell'esecuzione di Felix Mendelssohn della Passione secondo Matteo di Bach nella Berliner Singakademie l'11 marzo 1829, per la prima volta dopo la morte di Bach.
Oggi, le attività di raccolta del museo si concentrano su questi campi:
- Strumenti musicali barocchi
- Iconografia di Bach
- Prime pubblicazioni di opere di Bach
- Letteratura teologica dei tempi di Bach
- Ricerche su Bach del XIX secolo

## Proprietà, finanze,Blaubuch, direttori
Tutte le proprietà e collezioni sono della Nuova Società Bach. Dal 5 luglio 2001, il museo è gestito dalla Bachhaus Eisenach gemeinnützige GmbH, una società senza fini di lucro, con unico socio costituito dalla Nuova Società Bach. Il consiglio di amministrazione comprende membri della Nuova Società Bach, della città di Eisenach, della Chiesa luterana e del governo del Libero Stato di Turingia. Il finanziamento del museo è oggetto di un contratto tra la Nuova Società Bach, la città di Eisenach e il Land della Turingia. La maggior parte dei fondi pubblici provengono dal governo della Turingia. Il ricavato della vendita dei biglietti, del negozio e della caffetteria copre i due terzi delle spese annuali del museo. Le donazioni servono per restauri e acquisizioni della collezione del museo.
Dal 2001, la casa di Bach è inserita nel Blaubuch (libro blu) del Governo della Repubblica Federale Tedesca dei "poli culturali dell'ex Germania Est" come luogo della memoria culturale di importanza nazionale, ottenendo l'accesso ai fondi federali per i suoi progetti.
Sin dall'apertura del museo nel 1907, si sono succeduti i seguenti direttori:
- Dr. Georg Bornemann, 1907–1918 (assistente: Dr. Albrecht Göhler, fratello del compositore e direttore d'orchestra Georg Göhler, 1912–1914)
- Ernst Fleischer, 1918–1923
- Conrad Freyse, 1923–1964
- Günther Kraft, 1964–1971
- Ilse Domizlaff, 1971–1990
- Dr. Claus Oefner, 1990–2001
- Dr. Franziska Nentwig, 2002–2005
- Dr. Jörg Hansen, dal 2006

## Visitatori
Il museo viene visitato da circa 60.000 persone l'anno,.

## Altro

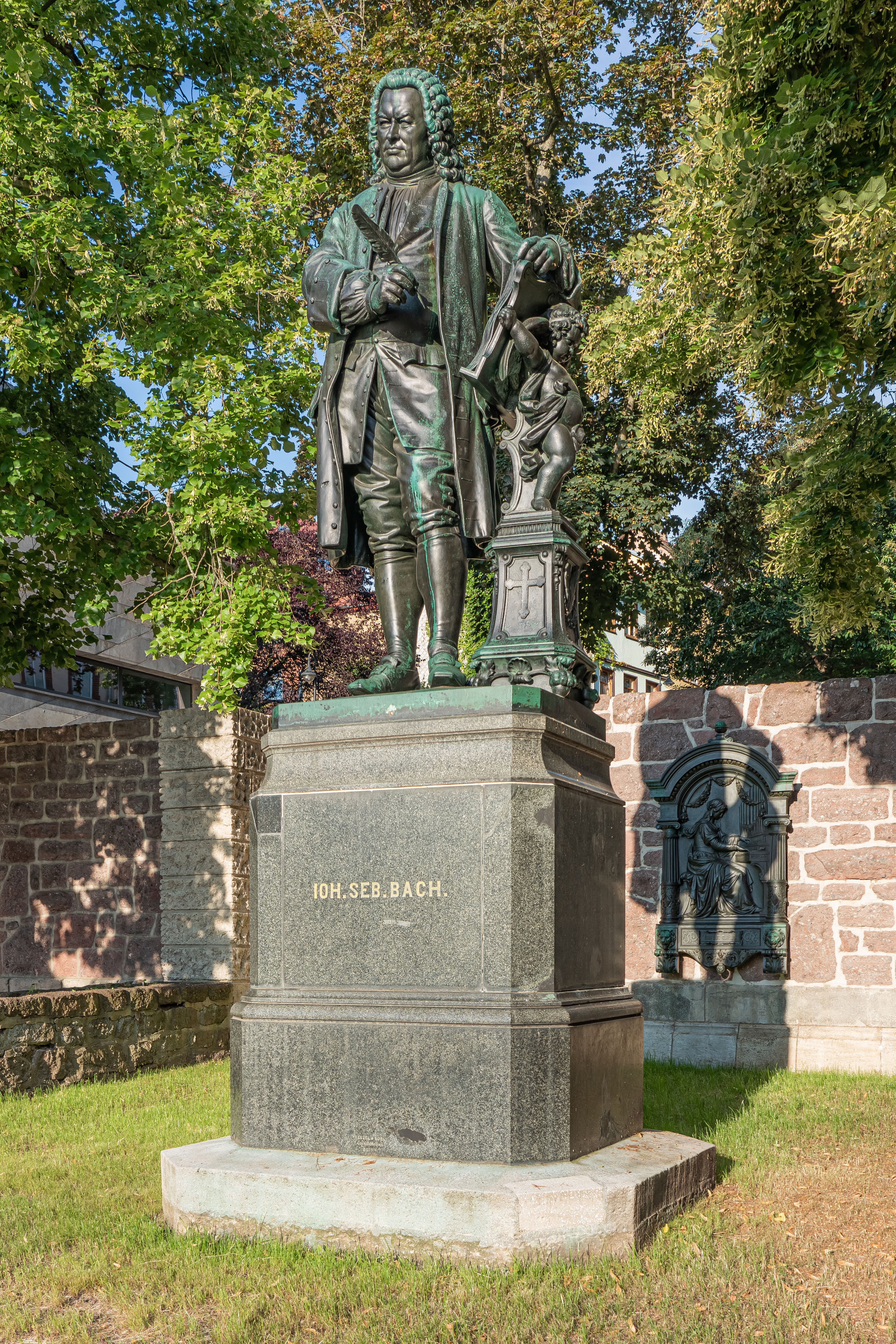
Monumento a Bach nella casa di Bach

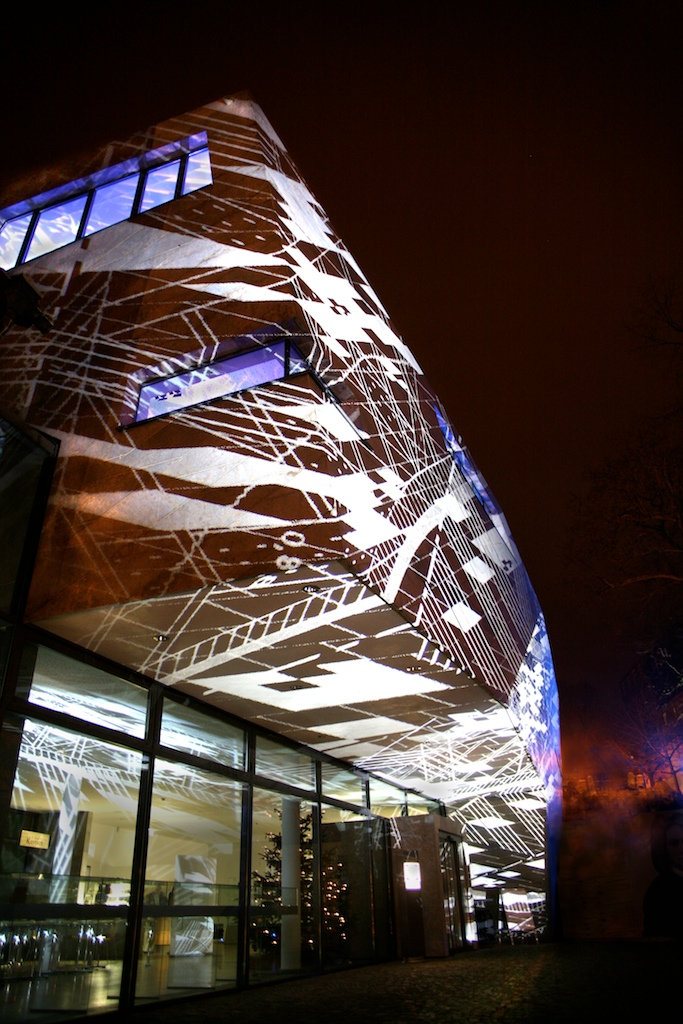
Arte-luce nella casa di Bach

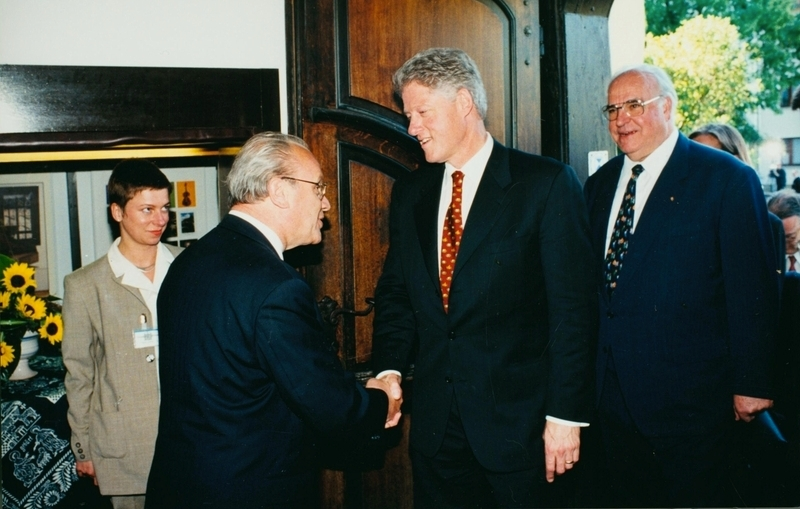
Clinton e Kohl in visita al museo, 1998

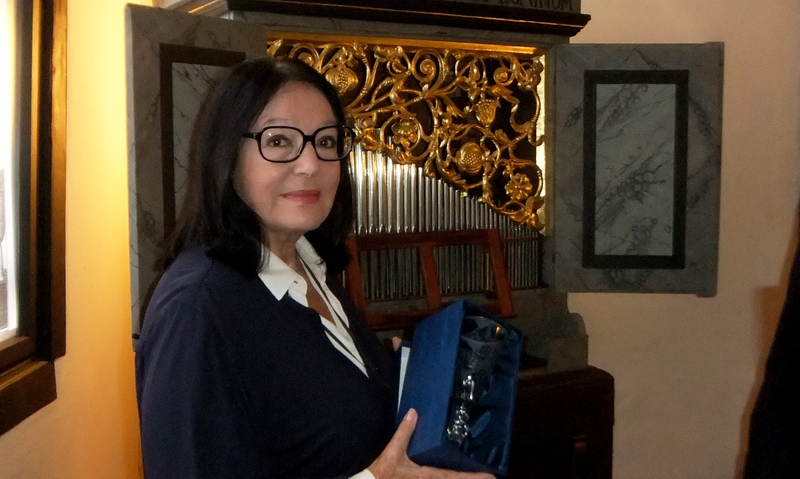
Nana Mouskouri in visita al museo, 2012

### Monumento a Bach
La statua di Bach posta davanti al museo è il secondo monumento di Johann Sebastian Bach ed il primo a mostrare il compositore a figura intera. Venne scolpito da Adolf von Donndorf e fuso da Hermann Heinrich Howaldt a Braunschweig. Il monumento venne commissionato nel 1878 dal Denkmal-Committee (comitato dei monumenti) costituito da cittadini di Eisenach amanti della cultura, e tra questi il cantor Carl Müller-Hartung e lo scrittore Fritz Reuter. Clara Schumann, Hans von Bülow, Joseph Joachim e Franz Liszt parteciparono alla raccolta dei fondi prendendo parte a concerti di beneficenza, progetto sostenuto anche da Johannes Brahms. Il monumento venne scoperto il 28 settembre 1884 dopo un concerto in cui venne eseguita la Messa in Si minore di Bach diretta da Joseph Joachim nella chiesa di San Giorgio. Il primo sito fu la piazza del mercato di fronte al portale della chiesa di San Giorgio. Venne poi spostato nel sito attuale, di fronte al museo, quando venne ridecorato il Frauenplan nel 1938. Il compositore è mostrato in piedi, con una penna d'oca nella mano destra e appoggiato, con la sinistra, su una pila di spartiti portati da un angelo. La base del monumento è stata sostanzialmente ridotta quando è stato spostato. Una targa raffigurante Santa Cecilia, la patrona della musica sacra, che in origine era attaccata alla base, si trova oggi sul muro di pietra dietro il monumento. Davanti al monumento di Bach, la mattina di ogni 21 marzo, viene festeggiato il compleanno di Bach.

### Arte-luce
Ingo Bracke, un artista diSaarbrücken con la collaborazione della moglie Mary-Anne Kyriakou, ha creato una installazione nel corso del festival i Light Marina Bay di Singapore, IN VERSUS F: A Score of Light – An Architectural Tune per il museo Bach. È stata mostrata per la prima volta il 13 dicembre 2008 e installata permanentemente dal 21 marzo 2011. Viene accesa al tramonto e spenta alle 23:00 tutti i sabato e nelle sere precedenti le festività pubbliche.

### Curiosità
- Helmut Kohl e Bill Clinton hanno visitato il museo il 14 maggio 1998.
- Valéry Giscard d'Estaing ha visitato la casa di Bach il 26 settembre 2007.[82]
- Nana Mouskouri è stata ospite il 1º settembre 2012.[83]